# Mouammar Kadhafi
« Kadhafi » redirige ici. Pour les autres significations, voir Kadhafi (homonymie).
Pour les articles homonymes, voir Guide de la révolution (homonymie).
Mouammar Kadhafi (en arabe : معمر القذافي, Muʿammar al-Qaḏāfy ou Abū Minyar Muʿammar ʿAbd al-Salām al-Qaḏhdhafî), né vers 1942 à Qasr Abou Hadi (Libye italienne) et mort le 20 octobre 2011 dans les environs de Syrte (Libye), est un militaire et homme d'État libyen. Il est le dirigeant de la Libye de 1969 jusqu'à sa chute en 2011.
Officier des forces armées libyennes, Kadhafi arrive au pouvoir lors du coup d'État de 1969, qui renverse la monarchie. Il se distingue d'emblée par une politique volontariste visant à concrétiser les objectifs du panarabisme social. En 1977, il réorganise les institutions de la Libye en faisant du pays une Jamahiriya (littéralement un « État des masses »), gouvernée par le peuple lui-même selon un système de démocratie directe. En 1979, il renonce au poste officiel de chef de l'État, mais demeure de facto aux commandes de la Libye avec le titre de « guide de la Révolution de la Grande Jamahiriya arabe libyenne populaire et socialiste » (ou plus simplement « guide de la Révolution » ou « frère guide »), exerçant un pouvoir absolu en dehors de tout cadre temporel ou constitutionnel.
Sur le plan intérieur, son régime utilise les ressources financières de la Libye pour en développer les infrastructures, l'éducation et le système de santé ; les libertés politiques sont en revanche quasi nulles et le pouvoir s'appuie sur un système de terreur et de surveillance constante de la population. Sur la scène internationale, Kadhafi milite pour le panarabisme et le panafricanisme ; il utilise en outre la manne pétrolière pour financer des organisations terroristes et autres mouvements de rébellion à travers la planète. Il est notamment accusé d'être le responsable de l'attentat de Lockerbie en 1988 et de l'attentat contre le vol 772 UTA en 1989, qui ont coûté la vie à 440 personnes. Sa politique vaut un temps à la Libye d'être isolée sur le plan international. Par la suite, au début des années 2000, il opère un changement d'attitude diplomatique et parvient à revenir en grâce en se positionnant en allié de l'Occident dans la « guerre contre le terrorisme ». Il abandonne également durant la même période le panarabisme pour se concentrer uniquement sur le panafricanisme.
À partir de février 2011, son pouvoir, en place depuis plus de 41 ans, est menacé par une contestation populaire que la répression transforme rapidement en insurrection armée, puis en guerre civile. Lors de la prise de Tripoli par les rebelles en août 2011, Mouammar Kadhafi est renversé et doit fuir la capitale. Il est peu après capturé, torturé et tué dans les environs de Syrte.

## Biographie

### Enfance et jeunesse
Mouammar Mohammed Abu Minyar Kadhafi naît dans une zone rurale située à l'extérieur de la ville de Syrte dans les déserts de la Tripolitaine, à l'ouest de la Libye,,. Sa famille est issue d'un petit groupe tribal relativement peu influent appelé Qadhadhfa (ou Kadhafa ; al-Kadhafi n'est pas un nom de famille mais un nom d'usage signifiant « de la tribu des Kadhafa »), d'ascendance arabe. Sa mère (décédée en 1977) s'appelle Aisha, et son père (décédé en 1985), Mohammad Abdul Salam bin Hamed bin Mohammad, est connu sous le nom d'Abu Meniar.
Sa date de naissance, généralement présentée comme étant le 19 juin 1942, n'est cependant pas connue avec certitude. Ses parents, illettrés, sont issus d'une communauté qui ne tient alors pas de véritable registre des naissances : il est possible qu'il soit né en réalité durant le printemps 1943, bien que ses biographes David Blundy et Andrew Lycett aient noté que sa naissance aurait pu avoir lieu avant 1940. Diverses rumeurs, parfois fantaisistes, ont couru au sujet de sa naissance — l'une des plus connues le prétendant fils naturel de l'aviateur corse Albert Preziosi — sans qu'aucune ne soit vérifiable. Il est le seul fils de ses parents à avoir survécu à l'accouchement ; il a trois sœurs,,.
Il grandit dans la région désertique de Syrte et reçoit tout d'abord une éducation islamique dispensée par un cheikh sunnite malikite. Son éducation dans la culture bédouine influence ses goûts personnels pour le reste de sa vie ; il préfère le désert à la ville et se retire souvent là-bas pour méditer,. À l'âge de neuf ans, il entre à l'école primaire de Syrte, devenant le premier membre de sa famille à suivre des études,. De 1956 à 1961, il suit les cours de l'école préparatoire de Sebha, dans le Fezzan, fief traditionnel de sa tribu. Féru de politique, admirateur de Charles de Gaulle, Tito et Mao Zedong, il se passionne tout particulièrement pour l'action de Gamal Abdel Nasser qui, avec le mouvement des officiers libres, a renversé la monarchie égyptienne et apparaît comme le principal héraut du nationalisme arabe. Kadhafi écoute régulièrement la radio du Caire et distribue livres et brochures nasséristes. En 1961, lors de la rupture du traité d'alliance entre la Syrie et l'Égypte, Kadhafi contribue à organiser avec ses camarades une manifestation de soutien au régime égyptien. Chassé de l'école de Sebha, il doit poursuivre sa scolarité à Misrata. Il y apprend l'anglais et l'italien, langues utiles à l'époque pour un Libyen qui souhaite faire une carrière militaire. Convaincu de sa vocation révolutionnaire, il dit avoir dès cette époque commencé à constituer des « cellules clandestines » parmi les élèves,.
Mouammar Kadhafi étudie le droit à l'université de Libye puis, désireux de faire carrière dans l'armée, entre à l'Académie militaire de Benghazi en 1963. Il organise dès lors clandestinement, avec d'autres élèves officiers, le « mouvement des officiers unionistes libres », qui ambitionne de renverser, sur le modèle nassériste, la monarchie libyenne pro-occidentale. Le « comité central » du mouvement, dont Kadhafi est l'un des dirigeants, est formé dès 1964. Kadhafi affirme par la suite : « Quand nous avons décidé d'entrer à l'Académie militaire, ce n'était pas pour devenir des soldats de métier, mais pour infiltrer cette institution et préparer la révolution. Notre pays était occupé par des forces étrangères [américaines et britanniques] […]. Tout cela s'ajoutait à la présence permanente de l'armée italienne de colonisation. Notre devoir était de libérer notre terre de cette occupation. » Après l'obtention de son diplôme en 1965, il est envoyé au Royaume-Uni pour suivre un entraînement supplémentaire au British Army Staff College (ou Staff College, Camberley), et revient en 1966 en tant qu'officier dans le corps des transmissions. Il est promu capitaine, mais son avancement est retardé de trois mois pour « motifs disciplinaires », semble-t-il pour avoir brutalisé un soldat de son unité. Peu avant le coup d'État de 1969, il est rétrogradé au rang de lieutenant, à nouveau pour raisons disciplinaires.

### Coup d'État militaire du1erseptembre1969

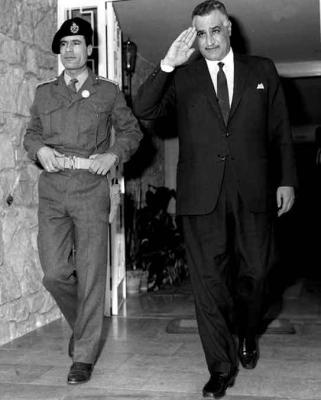
Mouammar Kadhafi aux côtés de Gamal Abdel Nasser (1969).

Au cours des années 1960, le mécontentement populaire va croissant à l'égard du régime monarchique, qui échoue à sortir de sa sclérose politique comme à lutter efficacement contre les problèmes sociaux, malgré des réformes dont les effets tardent par ailleurs à se faire sentir. À cela s'ajoute sur le plan international l'alliance étroite avec les États-Unis et le Royaume-Uni, perçue par une partie de l'opinion comme un alignement sur l'Occident et d'autant plus mal vécue, du fait de la présence de troupes étrangères sur le sol libyen et de la part des compagnies internationales dans l'exploitation des recettes pétrolières du pays. L'humiliation de la guerre des Six Jours achève d'exacerber le mécontentement en Libye.
Ayant constaté l'impossibilité d'organiser une révolution populaire pour renverser la monarchie, les officiers font le choix de la méthode du coup d'État, longuement préparé par une méthode de noyautage de l'armée et par le recrutement de nouveaux membres. Kadhafi impose aux conjurés une discipline stricte, et des règles draconiennes d'hygiène de vie. Une première date prévue pour le coup d'État, le 12 mars 1969, est abandonnée, car la présence d'une partie des officiers supérieurs à un récital de Oum Kalthoum rend leur arrestation impossible. La date du coup d'État est finalement fixée au 1er septembre, veille du départ prévu d'une partie des jeunes officiers pour un stage au Royaume-Uni. Les conjurés, en contact avec les services secrets égyptiens, sont également informés par ces derniers que la date du 2 septembre était prévue par le roi pour annoncer son abdication en faveur du prince héritier Hassan Reda.
Dans la nuit du 31 août au 1er septembre, alors que le roi se trouve à l'étranger pour suivre sa cure annuelle, les officiers investissent, à Tripoli et Benghazi, les différents lieux stratégiques. Vers deux heures du matin, le prince héritier, ainsi que les principaux dirigeants gouvernementaux et officiers supérieurs, sont arrêtés sans difficulté. Quelques échanges de coup de feu ont lieu, mais la prise de pouvoir est réalisée avec un minimum d'effusion de sang. À l'aube, Mouammar Kadhafi se rend à bord d'une jeep chargée d'armes et d'explosifs dans la station de radio de Benghazi et lit le « communiqué no 1 » de la révolution, partiellement improvisé : le chef des conjurés annonce que l'armée, répondant aux « appels incessants au changement et à l'épuration » du peuple de Libye, a renversé le régime monarchique « réactionnaire et corrompu », et proclame l'avènement de la République arabe libyenne. Certains anciens membres de la conjuration passés ensuite à la dissidence affirmeront cependant par la suite que Kadhafi est en réalité resté à l'écart des opérations jusqu'au dernier moment, et qu'il n'aurait agi qu'après avoir acquis la certitude que le complot avait réussi.
En l'espace de trois jours, les résistances cessent en Libye. Le roi Idris, surpris par la nouvelle durant son déplacement à l'étranger, tente vainement d'obtenir l'aide du Royaume-Uni. Les chefs de la conjuration demeurent anonymes dans un premier temps. Ce n'est que le 8 septembre que le nom de Kadhafi est publiquement révélé, lorsqu'il est nommé au grade de colonel (par la suite, il ne prétend officiellement pas à un grade plus élevé, par conformité à sa rhétorique populiste) et au poste de commandant des forces armées, ce qui l'identifie clairement comme la tête pensante du complot. L'identité de tous les membres du Conseil de commandement de la révolution, organe constitué par les officiers unionistes libres et faisant office de plus haute instance du pouvoir exécutif, n'est divulguée que quatre mois plus tard.

### Exercice du pouvoir

#### Premières années de pouvoir et ambitions panarabistes

Premier drapeau de la République arabe libyenne, adopté en 1969.

En 1969, Mouammar Kadhafi, âgé de 27 ans, est désormais chef de l'État en qualité de président du Conseil de commandement de la révolution (CCR), qui constitue la plus haute autorité du pouvoir exécutif mais dont le fonctionnement régulier ne sera jamais établi au cours de son existence. Le Conseil des ministres ne fait office que d'instance d'exécution des décisions du CCR. Si le CCR est exclusivement composé de militaires, le premier gouvernement est dirigé par un civil, l'expert pétrolier et syndicaliste Mahmoud Soleiman al-Maghrebi, considéré comme proche des thèses marxistes. Les militaires du CCR s'opposent bientôt à la présence au gouvernement de ministres venus de divers horizons idéologiques et le Premier ministre doit présenter sa démission dès le mois de novembre. Le 16 janvier 1970, Kadhafi devient lui-même Premier ministre, cumulant les postes de chef de l'État et de chef du gouvernement,.
Cinq des membres du CCR sont nommés à des postes ministériels, mais Kadhafi semble avoir surtout visé à les isoler ainsi de l'armée, où se situent les vrais enjeux du pouvoir.
À partir du 6 mai 1970, Kadhafi organise un « Congrès de la Pensée révolutionnaire », consacré à la classification des « forces laborieuses » de la Libye et de l'organisation du pays en structures inspirées du nassérisme et du panarabisme. Si les intellectuels et les notables libyens sont invités à y participer, les militants politiques dotés d'une expérience partisane (communiste ou baassiste) en sont écartés : Kadhafi canalise et contrôle tous les débats du Congrès et en retire un surcroît de légitimité politique. Dès lors, le colonel s'impose définitivement non seulement comme le principal dirigeant politique du CCR, mais aussi comme le garant de la ligne idéologique du régime. Il parvient de plus à rassurer la bourgeoisie libyenne un temps inquiétée par les discours révolutionnaires,. Un nouveau gouvernement, fondé le 8 septembre 1970, consacre l'élimination des intellectuels du pouvoir en Libye au profit des fidèles nommés par les militaires du CCR. Le Conseil de commandement de la révolution présidé par Kadhafi cumule dès lors les pouvoirs exécutif et législatif, celui de nomination des ministres, ainsi que le contrôle de l'orientation idéologique des rouages de l'État.
Dès son arrivée au pouvoir, Kadhafi se distingue par un projet volontariste de concrétisation du panarabisme via l'union de la « nation arabe », avec pour finalité d'effacer les traces de la domination occidentale, persistantes même après la décolonisation. Son panarabisme se mêle d'emblée de panafricanisme et le 27 décembre 1969, la République arabe libyenne signe avec l'Égypte de Nasser et le Soudan de Gaafar Nimeiry une « charte révolutionnaire », dite aussi « Pacte de Tripoli », qui lance le projet d'une fédération, définie comme une « alliance révolutionnaire dont le but est de déjouer les intrigues impérialistes et sionistes ». Lors d'une visite à Benghazi en juin 1970, Nasser apporte à Kadhafi une importante caution idéologique en le présentant comme « le dépositaire du nationalisme arabe, de la révolution arabe et de l'unité arabe ».
Dès ses premiers mois de pouvoir, Mouammar Kadhafi procède à la nationalisation de certaines entreprises, notamment celles détenues par des ressortissants italiens et par les banques étrangères. L'État s'arroge le monopole du commerce extérieur. Il demande à l'armée britannique de quitter la Libye, après treize ans de présence militaire. Il ordonne ensuite aux États-Unis d'évacuer leurs bases militaires, dont Wheelus Air Base. En septembre 1970, avec l'aide de son ami et conseiller Abdessalam Jalloud, il réussit à imposer pour la première fois une augmentation du prix du baril de pétrole, ouvrant la voie aux autres pays producteurs, ce qui amène à terme un déséquilibre de la géopolitique du pétrole. Cependant, l'impression des observateurs étrangers est tout d'abord positive, Kadhafi introduisant sur le plan de la politique intérieure de nombreuses mesures populaires, tels le doublement du salaire minimum ou le gel des loyers. Les palais royaux deviennent des bâtiments publics et l'enseignement est arabisé. Les États-Unis, constatant que le nouveau dirigeant libyen, très religieux, n'est en conséquence pas communiste, sont tout d'abord rassurés : ils acceptent le non-renouvellement de leurs bases militaires et ne se formalisent pas du relèvement des royalties et de la fiscalité en matière pétrolière, qui leur apparaissent comme plutôt justifiées.

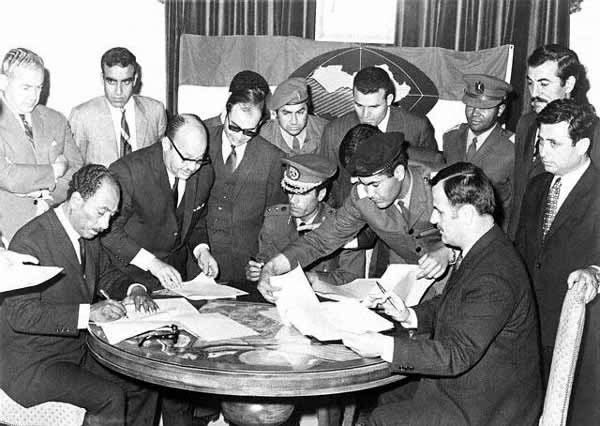
Anouar el-Sadate, Mouammar Kadhafi et Hafez el-Assad signant en 1971 l'accord de fédération de leurs trois pays au sein de l'Union des Républiques arabes.

Kadhafi s'emploie rapidement à récupérer les terres fertiles du pays, dont une partie demeure entre les mains d'anciens colons italiens : en octobre 1970, son gouvernement procède à l'expropriation et à l'expulsion d'environ 13 000 propriétaires agricoles italiens, dont les biens — environ 3 000 fermes — sont nationalisés. Kadhafi se distingue aussi par des mesures inspirées tout à la fois par sa stricte observance musulmane et par son attachement à un nationalisme arabe radical : la consommation d'alcool est interdite, les églises et les boîtes de nuit sont fermées et l'arabe est proclamé comme seule langue autorisée pour les communications officielles. À l'occasion du premier choc pétrolier, le gouvernement prend le contrôle des compagnies pétrolières ; les majors sont prises sous contrôle à concurrence de 51 % en novembre 1973 contre de solides concessions financières. L'envolée du prix du pétrole provoque une montée en flèche des rentrées de la rente pétrolière,,,.
En 1970, deux raids consécutifs organisés par des mercenaires français visent Tripoli mais échouent tous deux. Le premier est commandité par le monarque déchu Idris Ier et est dirigé par Roger Bruni et Daniel Larapidie (ancien de l'OAS) avec le soutien logistique du Royaume-Uni. Le second, commandité par le roi du Maroc, Hassan II, est mené par Bob Denard avec 200 hommes.
Kadhafi fait vite l'objet de contestations internes au régime : les autres acteurs de la révolution lui reprochent de prendre ses décisions sans concertation aucune et de se comporter avec brutalité ; ils réclament aussi l'établissement d'une constitution permanente et la tenue d'élections libres. Plusieurs tentatives de coup d'État, menées par des ministres, des militaires ou des partisans de la monarchie, ont lieu entre décembre 1969 et 1971.

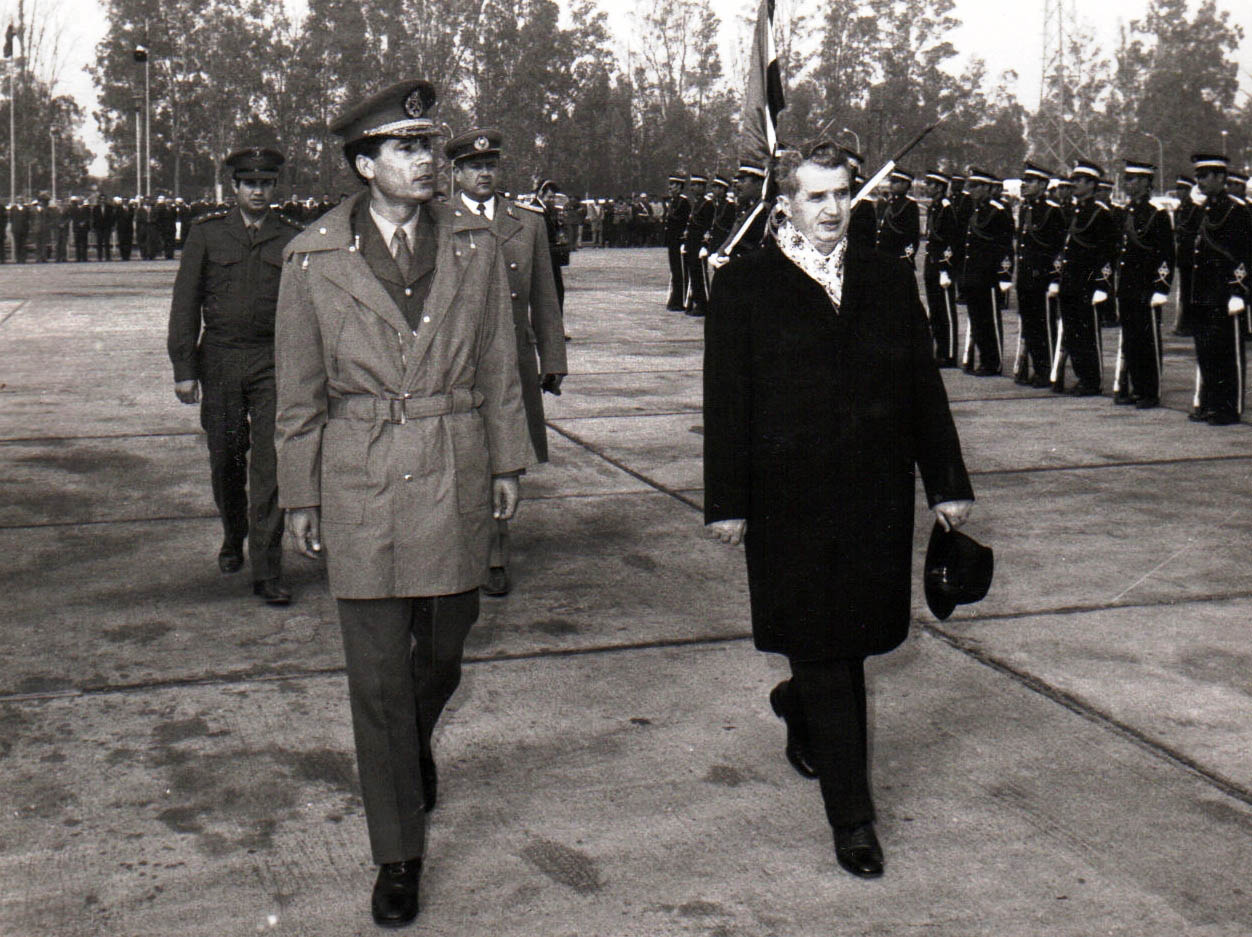
Mouammar Kadhafi avec Nicolae Ceaușescu (1974).

Après la mort de son modèle Nasser en septembre 1970, Kadhafi se présente comme l'authentique représentant du nassérisme : son discours officiel amalgame alors sur le plan idéologique le socialisme arabe et le socialisme islamique, commettant d'ailleurs à ce sujet un contresens, car le socialisme arabe était conçu par Nasser comme opposé au socialisme islamique des Frères musulmans. Il se distingue cependant de Nasser par un univers référentiel nettement plus religieux, proche de celui des islamistes, bien qu'il s'oppose par ailleurs à ces derniers. Kadhafi est l'un des premiers chefs d'État arabes à s'engager dans la voie d'une réislamisation partielle du droit positif. En 1970, une commission est chargée d'« éliminer les règles établies en violation de la charia et de proposer un projet de réhabilitation de ses principes fondamentaux ».
La mort du président égyptien ne ralentit pas le projet d'union avec l'Égypte et l'arrivée au pouvoir de Hafez el-Assad en Syrie amène l'adhésion de ce dernier pays au projet. Le 17 avril 1971 est proclamée l'Union des Républiques arabes, fédération regroupant l'Égypte, la Libye et la Syrie, approuvée ensuite par référendum dans les trois pays le 1er septembre de la même année en hommage à la date anniversaire du coup d'État libyen.
Kadhafi continue de suivre le modèle nassériste en créant, le 11 juin 1971, un parti unique, l'Union socialiste arabe, calqué sur le parti égyptien du même nom, pour canaliser la « mobilisation révolutionnaire » souhaitée par le régime. Le mouvement est conçu moins comme un parti politique que comme un instrument de contrôle social : tout libyen est tenu d'en être membre, à travers un comité local ou provincial.
Sur le plan intérieur, Kadhafi parvient à susciter un consensus autour de son régime en finançant, grâce aux revenus de la manne pétrolière, d'importants plans d'équipement et des politiques sociales généreuses, additionnées de mesures très populaires comme le doublement du salaire minimum. Un effort notable est fourni pour développer le système éducatif et de santé en Libye.
Le 2 août 1972, l'union totale entre l'Égypte et la Libye au sein de l'Union des Républiques arabes est proclamée : la Syrie n'est plus mentionnée dans cet aspect de l'accord. Mais rapidement, le président égyptien Anouar el-Sadate, inquiet devant les surenchères et la personnalité de Kadhafi qu'il commence à considérer comme un « déséquilibré », choisit de s'éloigner de la fédération. La fusion, prévue pour être concrétisée en 1973, n'a finalement pas lieu. Kadhafi tente de forcer le mouvement en lançant, le 18 juillet 1973, une « marche de l'unité », à laquelle participent environ 50 000 Libyens, qui partent de la frontière entre la Libye et la Tunisie et doivent aller jusqu'au Caire : la marche est finalement bloquée à la frontière égyptienne, en n'ayant foulé que quelques kilomètres du sol égyptien.
Kadhafi tente ensuite sans grand succès de poser des jalons unitaires avec l'Algérie de Houari Boumédiène, puis il entame une autre tentative de fusion, cette fois avec la Tunisie : mais le 12 janvier 1974, Habib Bourguiba, après avoir signé au pied levé avec Kadhafi un traité d'union entre la Tunisie et la Libye au sein d'une « République arabe et islamique », se retire brutalement du projet de fusion. Les affronts subis de la part de Bourguiba et Sadate contribuent à convaincre Kadhafi que rien de sérieux ne peut être tenté avec l'ancienne génération des dirigeants arabes. L'Union des Républiques arabes continue d'exister sur le papier jusqu'en 1984, sans être dotée de la moindre substance. En 1977, un bref conflit militaire oppose la Libye et l'Égypte.
Au début de 1973, Mouammar Kadhafi est confronté à une situation d'échec sur les plans de la politique extérieure et intérieure. Ses ambitions panarabistes ont échoué, et l'appareil administratif se montre rétif à ses consignes. À l'issue d'une séance orageuse du CCR durant laquelle ses options en matière d'armement sont désavouées, Kadhafi fait part aux autres membres du Conseil de sa volonté de démissionner, mais en révélant « personnellement la nouvelle au peuple ». Quelques jours plus tard, le 15 avril 1973, Kadhafi prononce à Zouara un discours dans lequel, à la surprise générale, il passe à la contre-offensive, rejette la légitimité institutionnelle de l'appareil révolutionnaire et appelle les « masses populaires » à « monter à l'assaut de l'appareil administratif ». Kadhafi annonce le début d'une « révolution culturelle » dans les écoles, les entreprises, les industries et les administrations. Il court-circuite ainsi l'opposition interne en rejetant la légitimité des institutions révolutionnaires au profit d'un pouvoir censé être directement exercé par le peuple. Dès lors, Kadhafi use de manière stratégique du vide constitutionnel, instaurant une sorte de « désordre légal » (chari'at al-fawda) qui lui permet de contourner toute notion d'État de droit et de contrôler les affaires publiques dans le plus grand arbitraire. La « subversion » interne et externe devient progressivement le mode d'action privilégié de Kadhafi, qui pense avoir trouvé la solution à l'immobilisme ambiant qui frustrait ses ambitions révolutionnaires. Au cours des années 1970, il lance un long processus d'« assaut » (zahf) des institutions, que les citoyens sont invités à contrôler, sans autres intermédiaires que des congrès et des comités théoriquement censés les représenter. Des assemblées censées faire office d'expression directe de la volonté du peuple libyen, les Congrès populaires de base et les Comités populaires, sont progressivement mis en place. Dans les faits, les Comités populaires fonctionnent bien souvent comme des auxiliaires des services secrets, et ce dès leur entrée en fonction.
Kadhafi entreprend ensuite de fournir un corpus doctrinal de son cru au régime politique d'un type nouveau qu'il entend bâtir. Dès 1973, il commence à ébaucher sa doctrine en proclamant que « religion et nationalisme sont les deux facteurs qui font l'Histoire ». À partir d'avril 1974, le dirigeant libyen, qui consacre une part croissante de son temps à concevoir le corpus idéologique du régime, délègue une partie de ses fonctions au sein du CCR à Abdessalam Jalloud, à qui il avait déjà laissé le poste de Premier ministre en 1972. Si Kadhafi s'éloigne de la gestion au quotidien, son autorité sur le CCR ne diminue cependant en rien. En août 1975, une tentative de coup d'État contre Kadhafi, menée par deux des membres du CCR, Bachir Saghîr Hawdi et Omar al-Meheichin, est déjouée ; le CCR est ensuite purgé, seuls cinq de ses douze membres d'origine (dont Kadhafi lui-même, Abou Bakr Younès Jaber et Abdessalam Jalloud) demeurent en place. S'il continue officiellement d'exister, le Conseil de commandement de la révolution cesse dès lors de fonctionner comme un organe collégial de prise de décision et la Libye tend de plus en plus vers l'instauration d'un pouvoir personnel.
La même année, Kadhafi publie la première partie de son Livre vert (dont le titre fait référence au Petit Livre rouge écrit par Mao Zedong), bref ouvrage doctrinal dans lequel il expose son idéologie personnelle, la « troisième théorie universelle » (censée représenter la « troisième voie », soit l'alternative au capitalisme exploiteur et au communisme totalitaire). Il y prône le gouvernement de la société par le biais de la démocratie directe, en lieu et place de la démocratie parlementaire, dénoncée comme une imposture.

#### Doctrine politique de la«Démocratie directe»

Drapeau de la Grande Jamahiriya arabe libyenne populaire et socialiste, adopté en 1977.

Le 2 mars 1977, le processus lancé en 1973 par le discours de Zouara débouche sur le passage officiel à un nouveau mode de gouvernement, présenté comme l'application concrète des théories politiques de Kadhafi. Le Congrès général du peuple (CGP), parlement monocaméral de la Libye créé l'année précédente, annonce l'instauration d'un pouvoir exercé désormais par « le peuple seul » ; la proclamation officielle, intitulée « Déclaration sur l'avènement du Pouvoir du peuple », tient dès lors lieu de constitution à la Libye, la véritable constitution du pays étant censée être le Coran. La République arabe libyenne est rebaptisée « Jamahiriya arabe libyenne populaire et socialiste » (nom abrégé de manière officielle en Jamahiriya arabe libyenne), le mot Jamahiriya, néologisme arabe inventé par Kadhafi, étant traduisible par « État des masses ». Le Conseil de commandement est remplacé par le secrétariat général du Congrès général du peuple, Kadhafi demeurant dans un premier temps chef de l'État en qualité de secrétaire général du CGP. Tout parti politique est désormais interdit en Libye, où le pouvoir est censé être exercé exclusivement par le peuple, via les Congrès populaires de base et leurs bureaux exécutifs, les Comités populaires : toute forme de participation aux activités d'un parti est désormais punie de mort. Dès novembre 1977 apparaissent les Comités révolutionnaires, instances au statut flou, qui ont pour but officiel d'accélérer la mise en œuvre du nouveau système. Rapidement, ces nouveaux Comités, organisés par Abdessalam Jalloud et dont Moussa Koussa devient l'un des principaux animateurs, apparaissent comme une sorte de milice ; ils contrôlent les Comités populaires dont ils sélectionnent les délégués. Ils acquièrent en outre le pouvoir d'opérer des « arrestations révolutionnaires » et disposent de leurs propres cours de justice, qui fonctionnent dans des conditions très arbitraires. Kadhafi maintient son autorité en usant plusieurs leviers de pouvoirs : il joue des influences de l'armée, du Congrès général du peuple et des Comités révolutionnaires qui noyautent les deux autres institutions. Il utilise également les ressources financières de l'État pour s'assurer le soutien des différentes tribus du pays, qui constituent d'importants pôles d'influence régionaux,,.
Le 2 mars 1979, Kadhafi abandonne le poste de secrétaire général du Congrès général du peuple, cessant dès lors d'être chef de l'État en titre. Dans les faits, et bien qu'affectant d'être désormais étranger au pouvoir exécutif et de n'être plus qu'une sorte de conseiller du pouvoir exercé par les masses populaires, Kadhafi continue d'exercer une influence prépondérante sur le fonctionnement des institutions, assiste aux séances du Congrès dont il oriente les débats et suggère l'ordre du jour, et garde la haute main sur les mécanismes de cooptation des membres des comités révolutionnaires. Toutes les décisions importantes demeurent prises par le colonel Kadhafi lui-même, entouré d'un groupe restreint de conseillers tandis que les titulaires successifs du poste de secrétaire général du CGP ne font figure que d'acteurs secondaires du régime. Désigné à partir de 1980 du titre de Guide de la révolution, qui ne correspond à aucune fonction définie, le dirigeant libyen exerce désormais son pouvoir en dehors de tout cadre constitutionnel et légal comme de tout mandat limité dans le temps. Les Congrès populaires de base, censés exercer le pouvoir, servent en fait surtout au Congrès général du peuple, et donc à Kadhafi, d'« indicateurs d'opinion » : il n'est pas rare que le CGP revienne sur des orientations formulées après avoir constaté qu'elles suscitaient trop d'opposition lors des débats dans les Congrès populaires de base. Les manifestations d'indépendance du CGP à l'égard de Kadhafi sont très rares, et le rejet en 1984, par une majorité de congrès de base, de plusieurs textes de loi touchant à la politique familiale fait figure d'évènement exceptionnel. Le 27 janvier 1990, Kadhafi déclare ouvertement devant un Congrès populaire que son pouvoir n'est encadré par aucune règle, affirmant : « Je ne suis responsable devant aucun de vous car celui qui a fait la révolution sans l'aide de personne détient une légitimité qui lui confère tous les droits et personne ne peut la lui ôter. […] Nous, les auteurs de la révolution, nous ne sommes responsables que devant notre conscience. »

#### Personnalité politique atypique

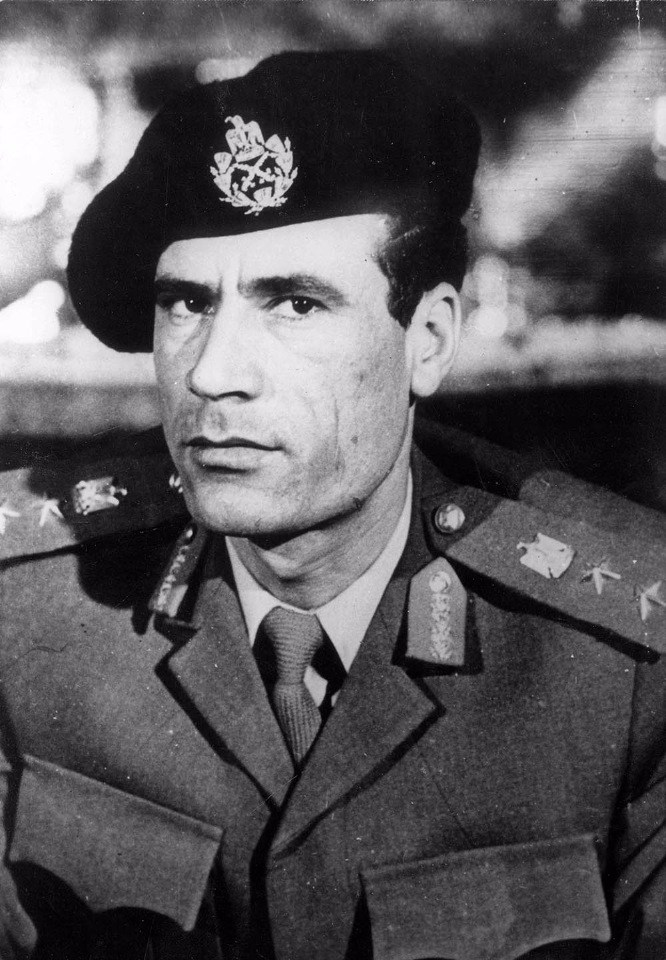
Kadhafi en uniforme de colonel de l'armée libyenne (1972).

Malgré ses prétentions à la démocratie directe, la Jamahiriya arabe libyenne est un régime très personnalisé, où l'image de Kadhafi est omniprésente, et où le dirigeant fait l'objet d'un culte de la personnalité très prononcé. Omniprésent dans la propagande du régime, Kadhafi est présenté comme le héros de l'unité arabe et du tiers-monde face à l'impérialisme occidental. Le Livre vert est imprimé à des millions d'exemplaires et diffusé dans de multiples langues pour répandre l'idéologie jamahiriyenne, et des colloques sont organisés pour louer l'ouvrage et le « génie » de son auteur,. Kadhafi rappelle par ailleurs régulièrement ses racines bédouines, affectant une simplicité de vie et des habitudes parfois excentriques. Buvant chaque matin du lait de chamelle, il reçoit ses invités sous une tente bédouine installée dans sa résidence-bunker de Bab al-Azizia. Lors de ses déplacements internationaux, il emporte avec lui sa tente dont il se sert comme d'un lieu de résidence itinérant, à la fois par habitude et pour se démarquer des autres dirigeants.
Lors de la plupart de ses interventions et de ses déplacements internationaux, Kadhafi se distingue par une personnalité flamboyante et singulière, et des déclarations souvent tonitruantes. Au fil des années, abandonnant l'uniforme sobre de ses débuts, il apparait fréquemment dans des tenues voyantes, voire extravagantes (uniformes chamarrés d'or et poitrine couverte de médailles, larges capes, costumes aux couleurs éclatantes ou au contraire d'un blanc immaculé, burnous et gandouras multicolores, chapkas…) et se déplace accompagné de sa garde d'« amazones » en uniforme. Il multiplie les propos à l'emporte-pièce et parfois incongrus, insulte volontiers les autres dirigeants arabes et les religions non musulmanes (attribuant tous les mérites de la civilisation à l'islam, « religion parfaite », ainsi qu'aux peuples arabes), invente un nouveau calendrier qui commencerait à la mort de Mahomet, propose en 1995 à Bill Clinton de marier sa fille Chelsea à l'un de ses fils pour resserrer les liens entre la Libye et les États-Unis et préconise de régler le conflit israélo-palestinien en fusionnant Israël et la Palestine au sein d'un nouveau pays qui s'appellerait « Isratine ». Le dirigeant libyen se livre parfois à des excentricités durant ses interviews. Les manifestations du caractère particulier de Kadhafi ont fréquemment suscité des interrogations : certains dirigeants qui l'ont côtoyé, comme Anouar el-Sadate ou Gaafar Nimeiry, ont été jusqu'à le qualifier de fou ; d'autres observateurs et témoins décrivent au contraire un personnage capable de rationalité et dont les « lubies » proviendraient plutôt d'un narcissisme exacerbé, agrémenté d'une certaine mégalomanie. Le journaliste français Christian Malard, qui l'a interviewé plusieurs fois, le décrit comme un « illuminé » et rapporte des rumeurs selon lesquelles le dirigeant libyen aurait été régulièrement sous l'influence de stupéfiants, y compris lors de certaines apparitions publiques. Le dictateur refuse de paraître vieillissant, si bien qu'en 1995, il subit une intervention de chirurgie plastique à base d'injection de graisse abdominale et se fait greffer des implants capillaires.

#### Modes de gouvernance et cycles de répression politique

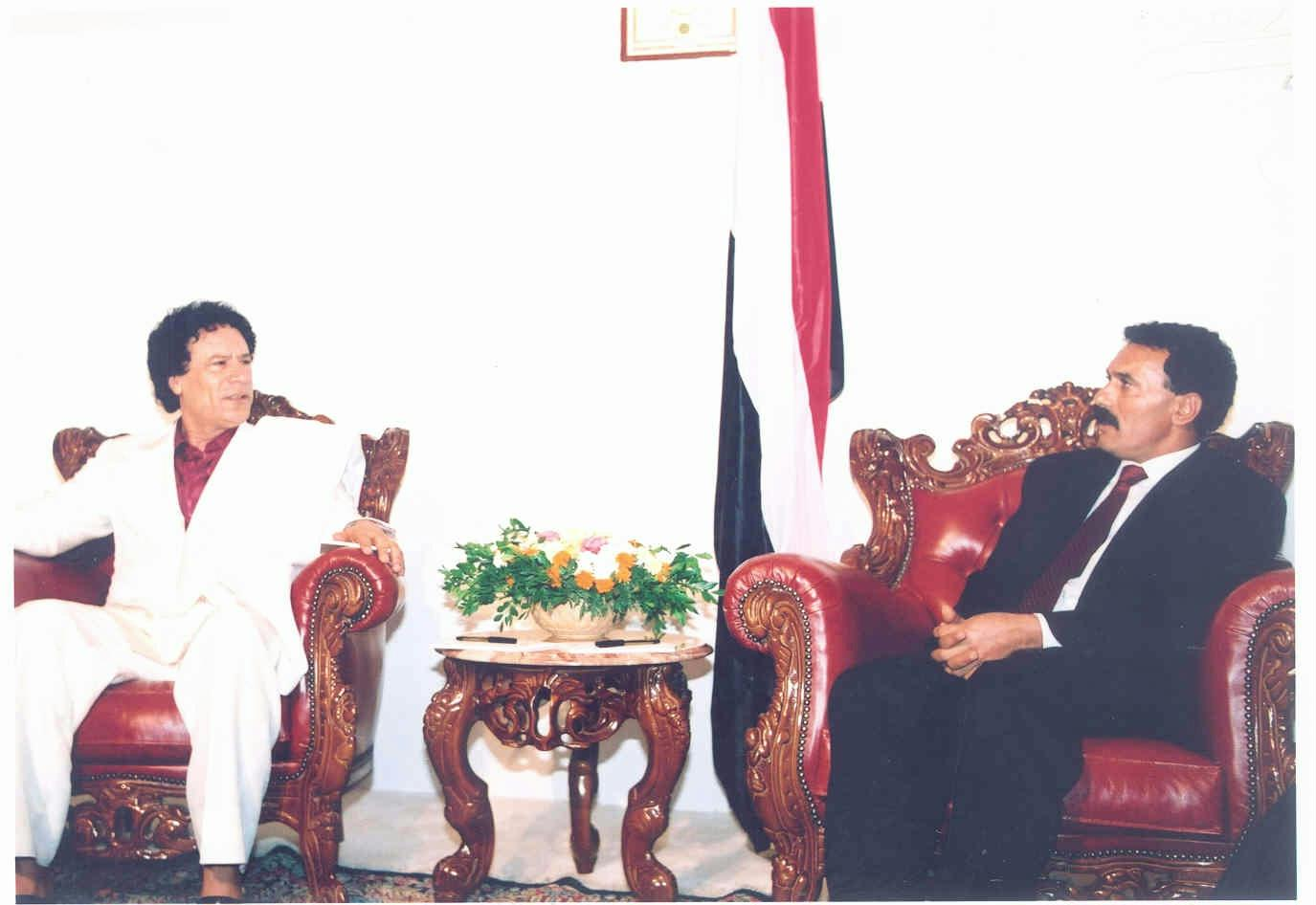
Kadhafi avec Ali Abdallah Saleh, premier président du Yémen, à la suite de l'unification du Yémen (1990).

Si la personnalité de Kadhafi attire la curiosité, son régime ne cesse jamais, au fil des années, d'utiliser les méthodes de répression les plus brutales : des dizaines de pendaisons et de mutilations d'opposants, souvent retransmises à la télévision d'État, ont lieu. Kadhafi réprime également ceux qu'il estime être des « ennemis de la révolution » (universitaires, étudiants, Frères musulmans, journalistes). Dans les années 1980 et 1990, le régime de Kadhafi se durcit encore. Un coup d'État manqué entraîne, en 1984, l'emprisonnement de milliers de personnes. La répression est sanglante et, durant plusieurs semaines, des exécutions publiques sont retransmises à la télévision d'État libyenne, en guise d'avertissement. L'organisation Human Rights Watch estime en 2007 que « des dizaines de personnes se trouvent en prison pour s'être livrées à une activité politique pacifique, et certaines ont « disparu ». La loi 71 interdit toute activité politique indépendante, et les contrevenants sont passibles de la peine de mort. […] Au fil des ans, les autorités libyennes ont emprisonné des centaines de personnes pour violation de cette loi, et certaines ont été condamnées à mort. » Sous le régime de Kadhafi, la liberté d'expression est sévèrement limitée, toute critique du « Guide de la révolution » étant impensable. Outre les partis politiques, les syndicats et les associations de travailleurs sont interdits car constituant des « intermédiaires » inacceptables dans l'idéologie jamahiriyenne. Le régime dispose en outre d'un réseau très étendu d'informateurs, chargés de surveiller la population.
Sur le plan médiatique, le régime sous Kadhafi demeure un des États les plus répressifs du monde dans le début des années 2000. En effet, le dirigeant de la Libye affirme donner une plus grande liberté journalistique et médiatique au sein de sa société, mais cela n'est qu'une couverture. En ce qui concerne la professionnalisation du système médiatique, la diffusion de la presse médiatique et des journaux est contrôlée de manière unidirectionnelle, soit par la société du fils de Kadhafi, Seif Al-Islam Kadhafi. Ce dernier met en place en août 2007 un nouveau réseau de deux journaux privés libyens, Oea et Quryana. Du côté télévisé, la Libye voit s'ouvrir une nouvelle chaine satellitaire, Al-Libiya. De plus, la presse internationale fait son retour en Libye après s'être isolée sur le plan mondial pendant plusieurs années.
En outre, plusieurs secteurs retrouvent l'accès à internet dans leur foyer respectif. Visiblement, Mouammar Kadhafi se concentre beaucoup sur la nationalisation de son pays. En effet, malgré son objectif de vouloir concrétiser les objectifs du panarabisme, la Libye entretient plusieurs relations conflictuelles avec plusieurs, voire la majorité des pays arabes ainsi que le reste du monde occidental. Plusieurs de ces messages se sont concentrés sur la haine de ses adversaires afin de créer un sentiment de fierté patriotique. Cependant, cette réouverture médiatique n'est qu'une façade servie comme outil de propagande au régime de l'état des masses, la Jamahiriya. Ce régime autoritaire et répressif s'applique depuis le début du règne de Kadhafi, un modèle polarisé et pluraliste. L'industrie des journaux est encore principalement orientée en faveur du leader politique puisqu'elle est directement menée par son fils. Le rôle de l'État prend encore plus de place sur les médias en mettant en place plusieurs mesures répressives envers les journalistes allant à l'encontre de Mouammar Kadhafi. Mouammar Kadhafi soutient dans son Livre vert qu'il est nécessaire de limiter la liberté de presse car si chaque personne avait le droit de s'exprimer, l'opinion ne serait finalement que personnelle. Le leader limiterait donc la liberté d'expression dans le système médiatique en instaurant certaines mesures de censure. En effet, les journalistes vivent sous crainte des représailles et sont énormément censurés par l'État par crainte de mort. Seif Al-Islam Kadhafi instaure les « 4 lignes rouges », permettant de maintenir en place le réseau journalistique.
Les « 4 lignes rouges » sont des mesures de censure établie au sein du réseau médiatique de la Libye pour limiter la liberté de presse, ce qui montre l'implication omniprésente de l'État dans les médias. L'application de la loi islamique, la stabilité de la Libye, l'intégrité du pays et le guide de la Jamahiriya sont des sujets censurés dans le milieu médiatique de la Libye sous le règne de Kadhafi. Le journaliste professionnel des médias sociaux Abdel Razak Al-Mansouri a été emprisonné pendant plus de 14 mois après avoir remis en question la politique socialiste autoritaire du dictateur Kadhafi sur son site en ligne. Plusieurs journalistes dans la lignée d'Al-Mansouri ont été portés disparus après s'être exprimés d'un point de vue politique.
Sous le plan social, le dirigeant de la Libye met en place la sortie de son Livre vert en 1975. Il tente de formaliser sa vision en écrivant un livre redistribué à l'ensemble de sa société, donc de faire passer plusieurs messages ciblés au sein de sa population pour avoir un contrôle total sur sa société, en commençant par la société de demain. Le Livre vert est au centre des établissements académiques dès le jeune âge en tant qu'apprentissage obligatoire pour les enfants en se focalisant sur les registres économiques et théologiques de Kadhafi. « La Bible du nouvel âge » fait mention également de l'égalité entre l'homme et la femme en traitant sur des sujets tel le féminisme. Cette tactique de propagande vise la minorité afin de susciter l'émotion voulue de la population visée, les femmes.
Sur le plan religieux, Mouammar Kadhafi affiche une foi musulmane ardente qui le pousse à financer des opérations de prosélytisme islamique à l'échelle internationale ; il se livre cependant par ailleurs à des interprétations réformistes et parfois singulières de l'islam. Il refuse ainsi toute légitimité aux autorités religieuses et prône l'exclusion de l'usage des hadiths et de la sunna pour le droit musulman, consacrant ainsi le Coran comme son unique source. Provoquant un conflit entre lui et les milieux traditionalistes libyens, ses interprétations de l'islam lui ont en outre valu d'être déclaré « hérétique » (kafir) par les oulémas d'al-Azhar et d'Arabie saoudite.
Kadhafi se distingue également sur le plan social en prônant une certaine égalité des sexes, tout en maintenant sur le plan idéologique une conception essentialiste de la femme. Son interprétation personnelle de l'islam, contraire à la vision traditionnelle, le pousse à limiter la pratique de la polygamie et à permettre la création d'une académie militaire pour femmes, dont la première classe est promue en 1983. Il entretient une garde personnelle constituée exclusivement de femmes, les « amazones ». Certaines avancées sociales sont réalisées sous son régime, telles la condamnation des mariages arrangés et la possibilité pour les femmes d'accéder à l'éducation. Selon divers témoignages, la vie privée de Kadhafi aurait cependant été en contradiction avec son respect affiché des femmes. Lors de sa chute, en 2011, il est accusé d'avoir disposé d'un grand nombre d'esclaves sexuelles enlevées à leur famille, dont une partie au moins des « amazones »,,,.
Régulièrement, Kadhafi opère des remaniements du gouvernement et des bouleversements des structures administratives afin d'empêcher tout contre-pouvoir de se constituer et d'entretenir un désordre délibéré, envisagé comme mode de contrôle de la population. Le chercheur Antoine Basbous explique la stratégie de politique intérieure suivie par Kadhafi par une volonté d'« instaurer un maquis institutionnel indéchiffrable pour l'étranger et lui permettant de verrouiller le système et de privatiser pour l'éternité la Libye à son seul profit ».
Mouammar Kadhafi bénéficie en outre d'un accès illimité aux fonds de l'État, dont lui-même et sa famille profitent largement. Il accumule avec le temps une fortune personnelle colossale, provenant de l'extraction du pétrole et du gaz. Il investit dans des entreprises comme Total, Alsthom, Fiat, dans les secteurs des médias (Financial Times) ou du sport (Juventus).

#### Vie privée marquée par des violences sexuelles
En 2007, la journaliste Memona Hintermann-Afféjee affirme que Kadhafi aurait tenté de la violer en 1984, alors qu'elle réalisait un reportage en Libye ; le dirigeant libyen aurait aussi tenté, lors d'une visite à Rome, d'abuser d'une journaliste américaine,.
Après sa chute et sa mort, de nouveaux témoignages l'accusent de s'être, durant sa période au pouvoir, comporté en prédateur avec les femmes, en disposant notamment de nombreuses esclaves sexuelles, parmi lesquelles une grande partie de ses « Amazones »,,,. En 2012, Annick Cojean, journaliste du Monde, publie le livre Les Proies : dans le harem de Kadhafi, dans lequel elle rapporte des témoignages sur les comportements sexuels de l'ancien dirigeant libyen durant ses décennies de pouvoir : Kadhafi y est dépeint comme un être pervers, violent et sadique, abusant des femmes de manière régulière et systématique, et séquestrant dans son sous-sol, à des fins d'exploitation sexuelle, des jeunes filles et des jeunes garçons.
Annick Cojean écrit : « Kadhafi gouvernait par le sexe. Il humiliait par le sexe. Pour humilier un chef de tribu, il prenait sa femme ou sa fille. Personne n’en parlait. Il lui est aussi arrivé de repérer à la télévision des journalistes, des actrices. Cela pouvait aller jusqu’aux femmes ou filles de ministres ou encore aux épouses de chefs d’État africains. […] Il s’agit sans doute d’un sentiment de toute-puissance, du narcissisme. Prendre les femmes revient à dominer les hommes. Le sexe était son arme de pouvoir. Du Viagra était même distribué dans l’armée pour encourager les viols. Kadhafi était un grand malade. Il voulait assouvir ses fantasmes les plus fous. Il n’avait aucune limite. Ce qui s’est passé est très grave. Des milliers de femmes ont été violées par lui ou par ses hommes ».
Elle rapporte que Kadhafi violait aussi des hommes : « Des garçons étaient pris dans son entourage ou dans les universités. Il forçait aussi certains de ses ministres ou même des militaires à avoir des relations sexuelles avec lui. Il violait des garçons, d’autres étaient payés pour être actifs. On comprend que beaucoup soient offensés aujourd’hui. Toute une nation a été offensée. » Pendant la guerre civile de 2011, de nombreux actes de viol sont également imputés aux troupes de Kadhafi ; concernant ces crimes de guerre, Amnesty International estime cependant qu'il n'en existe aucune preuve et dit avoir constaté lors de son enquête que beaucoup de ces accusations étaient des inventions. Human Rights Watch indique également ne pas avoir trouvé de preuves.

#### Politique étrangère anti impérialiste et terrorisme international

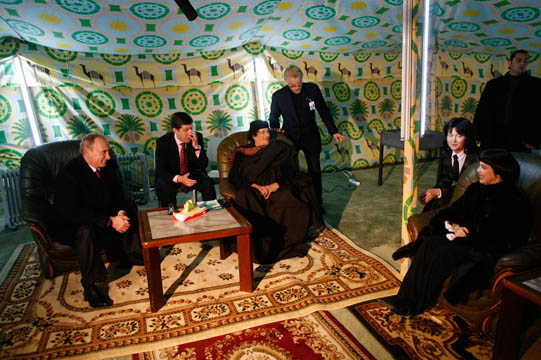
Kadhafi avec Vladimir Poutine et Mireille Mathieu (Moscou, 2 novembre 2008).

Sur le plan international, Kadhafi adopte d'emblée des positions radicalement tiers-mondistes et « anti-impérialistes » ; il multiplie les diatribes, parfois injurieuses, contre l'Occident, les différents dirigeants arabes, et plus encore contre Israël. La Libye de Kadhafi acquiert un temps une réelle popularité auprès de certaines populations du Tiers-monde, auprès desquelles elle fait figure de porte-parole. Ses relations avec les États de la région sont par contre très conflictuelles, et traversées d'une longue série de crises diplomatiques et de ruptures des relations, que ce soit avec les pays arabes, les pays occidentaux, ou les pays d'Afrique subsaharienne, contre lesquels Kadhafi opère une série de tentatives de déstabilisations. Entre 1980 et 1992, la Libye anime le réseau des Mathabas (« camps de base »), « Centres libyens anti-impérialistes » qui s'emploient à diffuser la doctrine de la Jamahiriya et à financer, former et encadrer divers mouvements de rébellion,.
Pratiquant une politique extérieure expansionniste et interventionniste, Kadhafi annexe de facto, en 1973, la bande d'Aozou, au Tchad, ce qui lui vaut l'inimitié de la France et entraîne la Libye dans une longue période d'implication dans le conflit tchadien, jusqu'en 1987. Durant la guerre ougando-tanzanienne en 1978-1979, il envoie 3 000 militaires pour soutenir Idi Amin Dada, en guerre contre la Tanzanie, qu'il essaye alors d'envahir. Mais ceux-ci ne parviendront pas à empêcher la défaite de l'armée ougandaise, qui entraîne le renversement du dictateur ougandais en avril 1979. L'année suivante, le président tchadien, Goukouni Oueddei, déclare à Tripoli la fusion de son pays et de la Libye, suscitant la réprobation de la France, le Tchad étant traditionnellement considéré comme un bastion de la « Françafrique ». Le conflit entre Paris et Tripoli, qui soutient toujours Oueddei, renversé par Hissène Habré en décembre 1981, persiste tout au long des années 1980-1990. Paris accuse en effet Kadhafi d'ingérence au Tchad, et envoie à deux reprises l'armée soutenir Hissène Habré contre l'avancée des forces de Oueddei, soutenues par l'armée libyenne (opération Manta, lancée en 1983, puis opération Épervier, lancée en 1986 et prorogée en 2004). La France a cependant toujours nié avoir été impliquée dans la tentative d'assassinat dont, selon le magistrat italien Rosario Priore et l'ex-président de la République Francesco Cossiga, Kadhafi est l'objet en juin 1980. L'implication de Kadhafi dans le conflit tchadien se termine très mal pour la Libye, qui subit une véritable déroute militaire en 1987 et doit conclure un accord de paix avec Hissène Habré.
Mouammar Kadhafi soutient par ailleurs à travers le monde de nombreuses organisations armées menant des actes de terrorisme, des actions indépendantistes, ou des soulèvements de toutes sortes. Au fil des années, on le voit soutenir l'IRA (il fournit, entre autres, 300 tonnes d'armes et d'explosifs aux indépendantistes nord-irlandais, ainsi qu'une autre cargaison de 120 tonnes, interceptée par la France), l'ETA, la Fraction armée rouge, les Brigades rouges et la quasi-totalité des organisations indépendantistes palestiniennes. Le dirigeant libyen s'immisce dans la guerre du Sahara occidental, durant laquelle il soutient le Front Polisario contre le Maroc, et dans la guerre du Liban en finançant diverses factions pro-palestiniennes. Il apporte son soutien aussi bien à l'ANC dans le combat contre l'Apartheid en Afrique du Sud,,, qu'à des groupes plus marginaux comme le Workers Revolutionary Party, le parti trotskiste britannique dirigé par Gerry Healy.

#### La Libye mise au ban des Nations
Dans les années 1980, les rapports, déjà difficiles, de la Jamahiriya arabe libyenne avec les États-Unis se détériorent de plus en plus, l'administration Reagan se montrant de moins en moins tolérante envers l'interventionnisme de Kadhafi en Afrique. Les navires américains, au début des années 1980, sillonnent régulièrement le golfe de Syrte décrété « mer intérieure libyenne » par Kadhafi : en août 1981, les manœuvres américaines conduisent à un incident, au cours duquel deux avions de chasse libyens sont détruits en vol. En 1982, les États-Unis décrètent un boycott de la Libye, accusée de soutenir le terrorisme international,. La tension atteint son apogée durant l'année 1986 : le 19 janvier, les navires de l'US Navy pénètrent à nouveau dans le golfe de Syrte, et essuient des tirs de missile. Leur riposte coule cinq vedettes et détruit un poste de défense aérienne.
Le colonel échappe à la même époque à plusieurs tentatives d'assassinat (dont une, le 8 mai 1984, est tout près de réussir). La répression est sanglante et, durant plusieurs semaines, des exécutions publiques sont retransmises à la télévision libyenne, en guise d'avertissement.
Le 15 avril 1986, à la suite de l'interception d'un message de l'ambassade libyenne à Berlin-Est suggérant l'implication du gouvernement libyen dans l'attentat à la bombe d'une discothèque fréquentée par des militaires américains à Berlin-Ouest, Ronald Reagan ordonne un raid de bombardement (opération El Dorado Canyon) contre Tripoli et Benghazi. Quarante-cinq militaires et fonctionnaires sont tués, ainsi que quinze civils. Le régime annonce à l'époque que la fille adoptive du « Guide », Hana Kadhafi, âgée de deux ans, a été tuée. Le colonel Kadhafi est blessé lors du bombardement de sa résidence, bien que le président du Conseil des ministres italien, Bettino Craxi, l'ait prévenu du raid. Manifestement éprouvé par cet épisode, Kadhafi est également déçu par la médiocre mobilisation des Libyens autour de sa personne. Il n'en conserve pas moins une attitude de défi, et proclame qu'il a remporté une « grande » victoire sur les Américains, qui ont échoué à le tuer : l'adjectif « Grande » est rajoutée au nom officiel du pays, qui devient la Grande Jamahiriya arabe libyenne populaire et socialiste. La partie bombardée de sa résidence de Bab al-Azizia est laissée en l'état en souvenir du raid américain.
Malmené et isolé au niveau international après le raid américain et la déroute de son aventure tchadienne, confronté sur le plan intérieur à une montée de la contestation, notamment islamiste, Kadhafi lance entre 1987 et 1989 une politique d'ouverture politique et de détente. Des contacts sont pris avec l'opposition en exil ; l'économie de la Libye, totalement étatisée lors du passage à l'« ère jamahiriyenne », est partiellement libéralisée ; des centaines de prisonniers sont amnistiés. Kadhafi se fait désormais le chantre des droits de l'homme : une « Grande charte verte des droits de l'homme de l'ère jamahiriyenne » est proclamée, et un prix Kadhafi des droits de l'homme est créé pour souligner la nouvelle orientation du régime. La politique d'ouverture tourne cependant court et les prisons sont vite regarnies par de nouveaux prisonniers politiques. En 1989, un an après l'amnistie, une nouvelle vague de répression a lieu. Amnesty International dénonce « des arrestations de masse, des disparitions et la torture systématique » pratiquées par la Jamahiriya. Kadhafi continue de tenter de contenir l'opposition islamiste en faisant des concessions aux musulmans radicaux : après avoir introduit dans le code pénal des peines liées à la charia, il proclame en 1994 l'application de celle-ci en Libye. Des soulèvements sporadiques de militaires ou d'islamistes continuent d'avoir lieu durant les années 1990.
Sur le plan extérieur, Kadhafi tente de sortir de son isolement diplomatique en normalisant les relations de son pays avec la Tunisie, puis avec l'Égypte et le Tchad. Le 17 février 1989, la Jamahiriya arabe libyenne signe le traité de l'Union du Maghreb arabe. Mais cette politique de détente est vite compromise par l'implication des services secrets libyens dans des actes de terrorisme international : l'attentat du Vol 103 Pan Am (dit « attentat de Lockerbie ») en 1988, puis celui du Vol 772 d'UTA en 1989 valent à la Libye d'être mise en accusation. Le 23 février 2011, l'ancien ministre libyen de la Justice Moustafa Abdel Jalil, qui a démissionné de son poste, deux jours plus tôt, affirme, concernant l'attentat de Lockerbie : « Kadhafi a donné personnellement ses instructions au Libyen Abdelbaset Ali Mohmed Al Megrahi », condamné par la justice écossaise pour sa participation à l'attentat de Lockerbie. En 1992, le Conseil de sécurité des Nations unies, via sa résolution 748, met en place des sanctions à l'égard de la Libye afin d'obtenir que celle-ci livre les deux agents secrets suspectés de l'attentat de Lockerbie.
Les 28 et 29 juin 1996, 1 270 détenus sont tués dans la prison d'Abou Salim par les forces du régime ; ce massacre est reconnu par Mouammar Kadhafi en 2004. Dans le même temps, l'embargo international et la chute du prix du baril de pétrole ont de lourdes conséquences économiques sur la Libye, qui subit une hausse du chômage, une baisse du pouvoir d'achat et une dégradation de ses infrastructures. En 1998, le Congrès général du peuple évalue le coût de l'embargo à 28 milliards de dollars.

#### Retour en grâce diplomatique

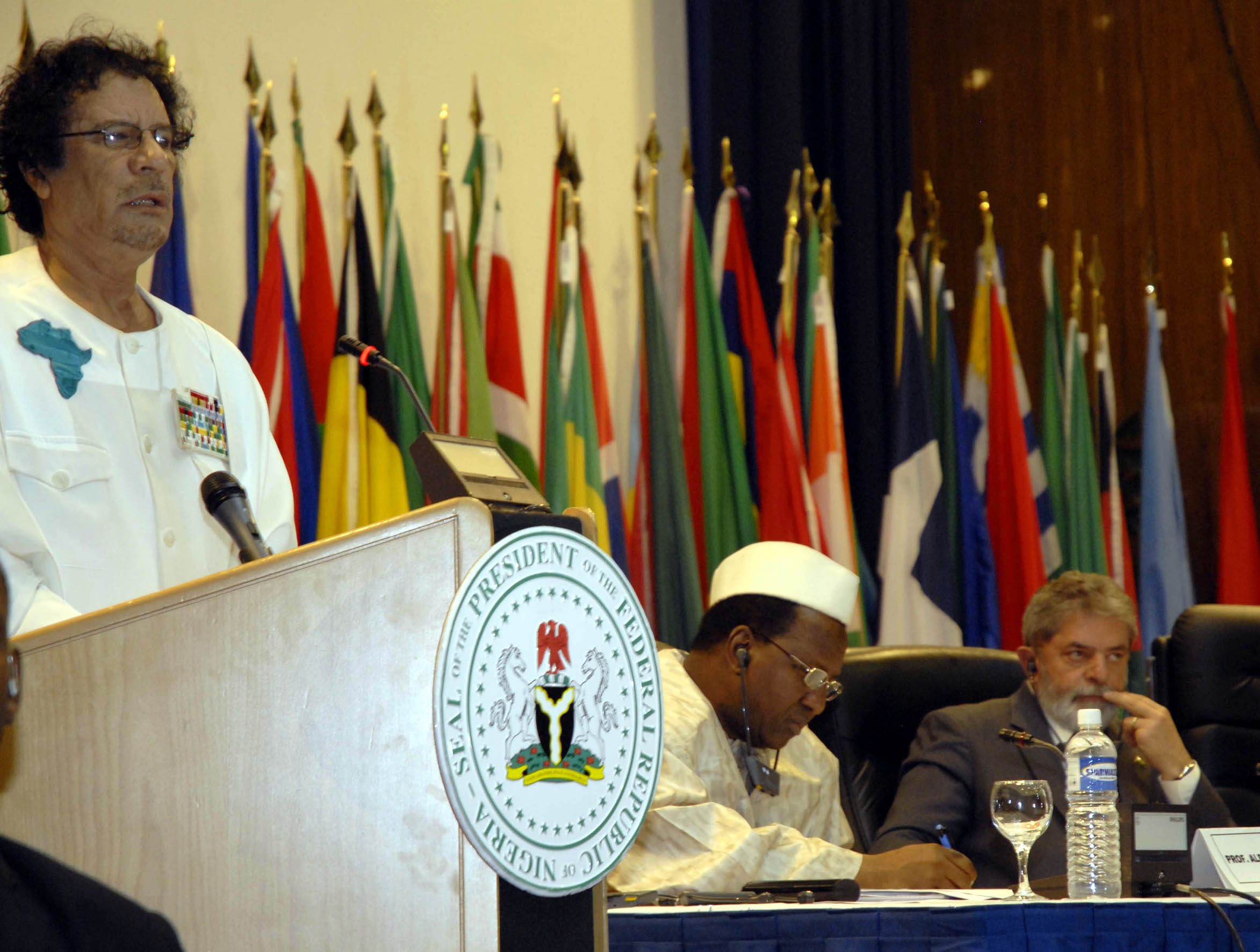
Mouammar Kadhafi à la tribune du premier sommet Afrique-Amérique latine, en 2006, à Abuja (Nigeria), s'exprimant devant le président de la commission de l'Union africaine Alpha Oumar Konaré et le président du Brésil Luiz Inácio Lula da Silva.

À partir du milieu des années 1990, Mouammar Kadhafi œuvre pour que son pays cesse d'être ostracisé au niveau international. Ainsi, en 1999, les agents des services secrets suspectés de l'attentat de Lockerbie sont livrés à la justice écossaise, ce qui provoque la suspension des sanctions de l'ONU envers le pays et le rétablissement des relations diplomatiques avec le Royaume-Uni. Par la suite, en 2003, la Libye reconnaît officiellement « la responsabilité de ses officiers » dans l'attentat de Lockerbie — ainsi que dans celui du vol 772 UTA —, et paie une indemnité de 2,16 milliards de dollars aux familles des 270 victimes de Lockerbie, ce qui a pour conséquence la levée définitive des sanctions de l'ONU et partielle des États-Unis à son encontre.
Parallèlement, Mouammar Kadhafi renonce à son programme d'armement nucléaire, et engage une lutte contre l'immigration clandestine vers l'Europe. Il instaure, par ailleurs, une politique d'assouplissement de la réglementation libyenne en matière économique, permettant l'ouverture du marché local aux entreprises internationales, ce qui aide à la survie du régime. Il parvient, par là même, à se rapprocher des puissances occidentales, et particulièrement de certains pays européens comme le Royaume-Uni, la France et l'Espagne (l'Italie entretenant de longue date des liens privilégiés avec la Libye). Les attentats du 11 septembre 2001 et l'invasion de l'Irak marquent un infléchissement décisif de la politique internationale de Kadhafi : désireux d'éviter le sort de Saddam Hussein et adversaire résolu du terrorisme islamiste, il devient désormais le partenaire des pays occidentaux dans la « guerre contre le terrorisme »,. En 2006, la Libye est retirée de la liste américaine des États soutenant le terrorisme et les deux pays nomment des ambassadeurs. Kadhafi déclare désormais qu'il entend jouer un rôle majeur dans la pacification du monde et la création d'un Moyen-Orient sans armes de destruction massive : il annonce l'abandon de tous les programmes libyens d'armement de destruction massive en décembre 2003, ce qui entraîne l'année suivante les visites des chefs de gouvernement britannique, espagnol, italien et allemand, ainsi que du président Jacques Chirac : certaines d'entre elles sont inédites depuis l'indépendance de la Libye en 1951,. La Libye collabore aussi avec les pays européens, notamment l'Italie, à la lutte contre l'immigration illégale.

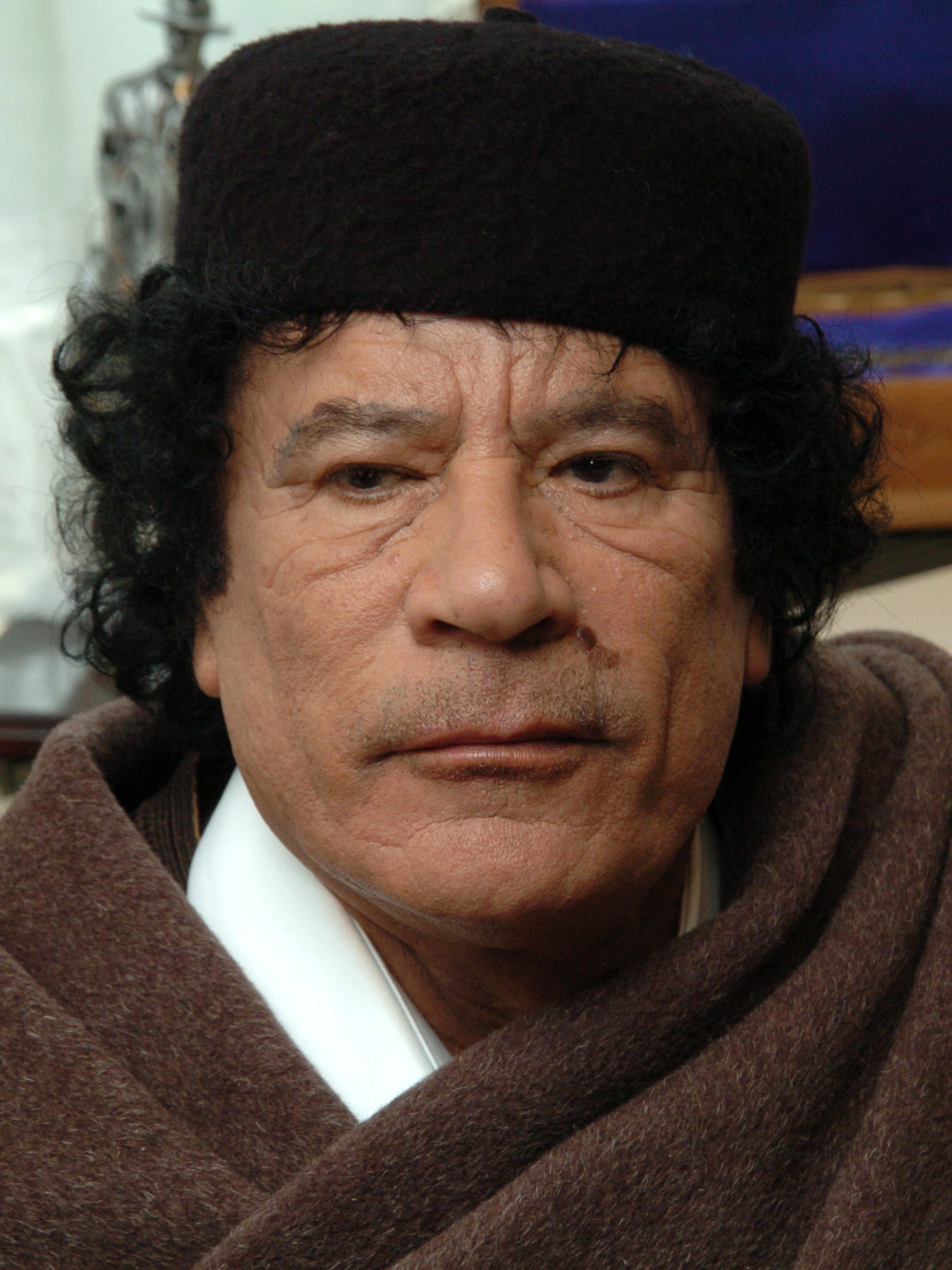
Khadafi en Italie en 2004, lors de sa première visite officielle depuis 1989 dans un pays en dehors d'Afrique ou du Moyen-Orient.

Le régime de Kadhafi dispose aussi, avec la Fondation internationale Kadhafi pour la charité et le développement, d'une vitrine humanitaire, qui use des vastes ressources financières du pays pour réaliser de nombreuses actions caritatives. La Fondation est présidée par le second fils de Mouammar Kadhafi, Saïf al-Islam Kadhafi, à qui ses fonctions permettent d'intervenir sur le plan diplomatique en tant qu'émissaire de la Libye. Saïf al-Islam Kadhafi fait dans les années 2000 figure de successeur potentiel de son père et prône une réforme en profondeur du régime libyen : ses initiatives sur le plan intérieur se heurtent cependant à la vieille garde du régime et il est considéré comme en compétition avec son frère Moatassem, très lié à l'appareil militaire, pour la succession de son père. Le colonel Kadhafi, dans les années 2000, favorise l'un puis l'autre de ses fils en alternance, sans trancher en faveur d'un éventuel successeur officiel,. Par ailleurs, à partir des années 1990, la famille proche de Kadhafi gagne en importance à mesure que ses enfants accèdent à des postes de responsabilités, prenant notamment la tête de diverses entreprises publiques. L'économie de la Libye passe d'une structure clientéliste classique à un système de plus en plus centré sur la famille du « Guide de la révolution », ainsi que sur les membres des services de sécurité et des unités militaires d'élite, qui dirigent également nombre d'entreprises publiques. Dans les dernières années du régime, l'entourage familial et politique du « Guide de la révolution » prend désormais une part prépondérante dans la gestion de l'économie publique et privée, au détriment des réseaux d'influences régionaux et tribaux.
Ayant abandonné avec les années le panarabisme, dont il jugeait les résultats trop décevants, au profit du panafricanisme, Kadhafi joue aussi la carte des alliances avec les pays d'Afrique noire : ses apports financiers lui permettent de se créer une clientèle d'obligés parmi les dirigeants de la région et les initiatives humanitaires libyennes lui valent une réelle popularité dans une partie de l'opinion africaine,. De plus, le dirigeant libyen bénéficie aussi d'excellents rapports avec Nelson Mandela, du fait de son soutien à l'ANC au temps de la lutte contre l'Apartheid ; les ambitions unionistes du « guide » irritent néanmoins par la suite Thabo Mbeki, successeur de Mandela à la présidence de l'Afrique du Sud : Kadhafi tente, en 2000, de convaincre les dirigeants des autres pays africains de créer des « États Unis d'Afrique », qu'il considère comme le meilleur moyen de développement pour le continent africain. Ce projet passerait par la création d'une monnaie unique et d'une seule armée formée de 2 000 000 de militaires. En 2007, il se rend ainsi à Bamako, à Abidjan ou encore à Accra pour présenter son projet d'un gouvernement unique pour l'Afrique sous forme d'un État fédéral. Le projet reste au stade embryonnaire.

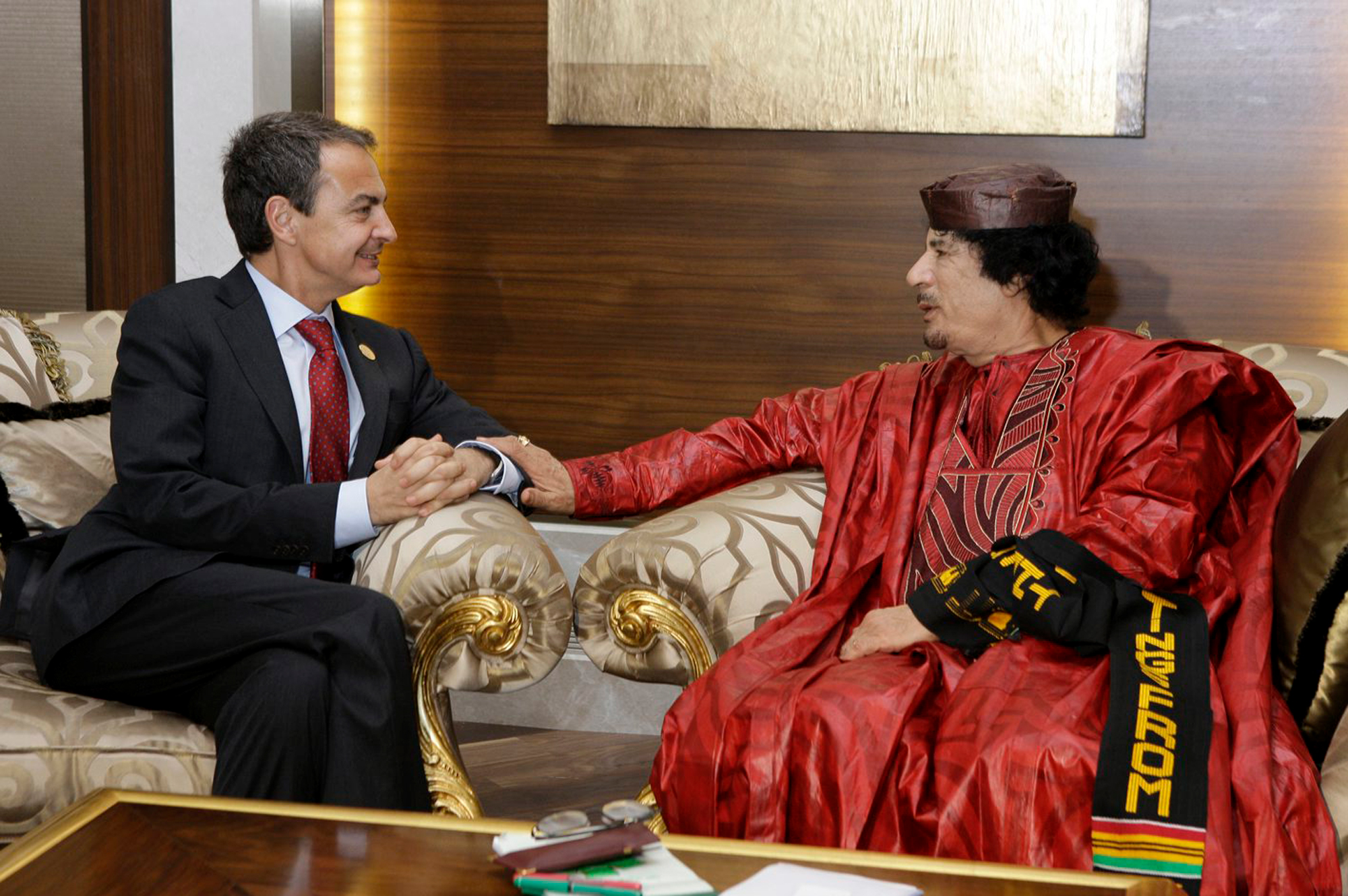
Mouammar Kadhafi et le chef du gouvernement espagnol, José Luis Rodríguez Zapatero, en 2010.

Plusieurs prisonniers politiques sont libérés en Libye dans les années 2000, et des visites d'ONG dans les prisons sont autorisées. Dans le cadre d'un programme de réconciliation nationale de la Fondation Kadhafi, plus de 700 individus liés à des groupes islamistes sont libérés. Cinq infirmières et un médecin anesthésiste bulgares, détenus et torturés pendant plusieurs années par les autorités libyennes pour la prétendue contamination d'enfants libyens par le virus du sida, sont libérés en juillet 2007. Human Rights Watch souligne cependant que la pratique de la torture et les procès expéditifs continuent en Libye. En décembre 2007, quelques mois après le dénouement de l'« affaire des infirmières bulgares » dans laquelle la France a joué un rôle diplomatique, Mouammar Kadhafi est reçu à Paris par le président Nicolas Sarkozy. Cette visite d'État, vue comme une étape importante dans le « processus de réintégration [de la Libye] dans la communauté internationale », suscite cependant une polémique en France en raison de la situation des droits de l'homme en Libye. Le séjour en France de Kadhafi est accompagné de l'annonce de nombreux contrats, dont la plupart ne sont finalement pas signés.
Le 2 février 2009, Mouammar Kadhafi est élu président de l'Union africaine pour un mandat d'un an, lors du sommet d'Addis-Abeba, en Éthiopie. Il se fait alors proclamer « roi des rois traditionnels d'Afrique » par un groupe de sept « rois » africains et demande aux autres chefs d'État de l'UA de le désigner dorénavant sous ce titre,. Le 10 octobre 2010, lors de la séance inaugurale du sommet arabo-africain qui se tient à Syrte, il présente ses excuses auprès des Africains pour l'esclavagisme pratiqué par les Arabes,,.
Le 23 septembre 2009, le dirigeant libyen s'exprime pour la première fois à la tribune de l'ONU et, dépassant largement son temps de parole, en profite pour prononcer un discours fleuve dénonçant les grandes puissances ainsi que le Conseil de sécurité des Nations unies et la CPI,. En avril 2010, il appelle le monde « à donner du temps à Obama et à appuyer sa politique, tant que son programme est pacifique » ; il présente le président américain comme « le fils de l'Afrique » et dit sa « peur qu'Obama soit assassiné par les Israéliens en particulier ».
En parallèle à la normalisation de ses relations diplomatiques, la Libye se réinsère progressivement dans le commerce international après la fin de l'embargo et la levée définitive des sanctions internationales en 2003. Grâce à un prix du pétrole élevé et à la richesse de ses réserves, les exportations d'hydrocarbures permettent à l'économie libyenne de progresser très vite ; le pays connaît, à l'exception d'une crise en 2009, une croissance élevée, de 5 % en 2003 et 2007. En 2010, la croissance dépasse 10 % et le PIB par habitant augmente de 8,5 %. À la fin des années 2000, la Libye est première parmi les pays africains au classement des pays en fonction de leur indice de développement humain. Mais malgré des chiffres en apparence flatteurs, l'économie libyenne souffre de maux structurels : au classement de Transparency International sur la corruption, la Libye est classée 146e sur 180, loin derrière la Tunisie et l'Égypte ; le salaire moyen est de 200 dollars par mois contre 350 pour la Tunisie et le taux de chômage atteint 30 % à la fin des années 2000, soit le plus élevé des pays d'Afrique du Nord.
En 2008, à la suite de l'arrestation d'Hannibal Kadhafi par la police genevoise pour cause de maltraitance et d'actes de torture sur ses propres employés dans un palace genevois, une crise diplomatique éclate entre la Libye et la Suisse. Deux citoyens helvétiques sont retenus en otages par Tripoli depuis l'été 2008. Les deux conseillers fédéraux suisses Micheline Calmy-Rey (affaires extérieures) et Hans-Rudolf Merz (finances) interviennent personnellement en vue d'obtenir la libération des otages, et vont voir Kadhafi à Tripoli à plusieurs reprises. Dans un premier temps, seul un otage est libéré, l'autre étant conduit en prison par la police libyenne pour une durée de quatre mois. Ce dernier est finalement libéré de prison le 10 juin 2010, et peut quitter le pays trois jours plus tard en échange d'une rançon de 1,5 million de francs suisses. Le 25 février 2010, à la suite de l'initiative populaire « Contre la construction de minarets », Mouammar Kadhafi appelle au djihad contre la Suisse.

#### Première Guerre civile libyenne de 2011 et chute du régime de Kadhafi

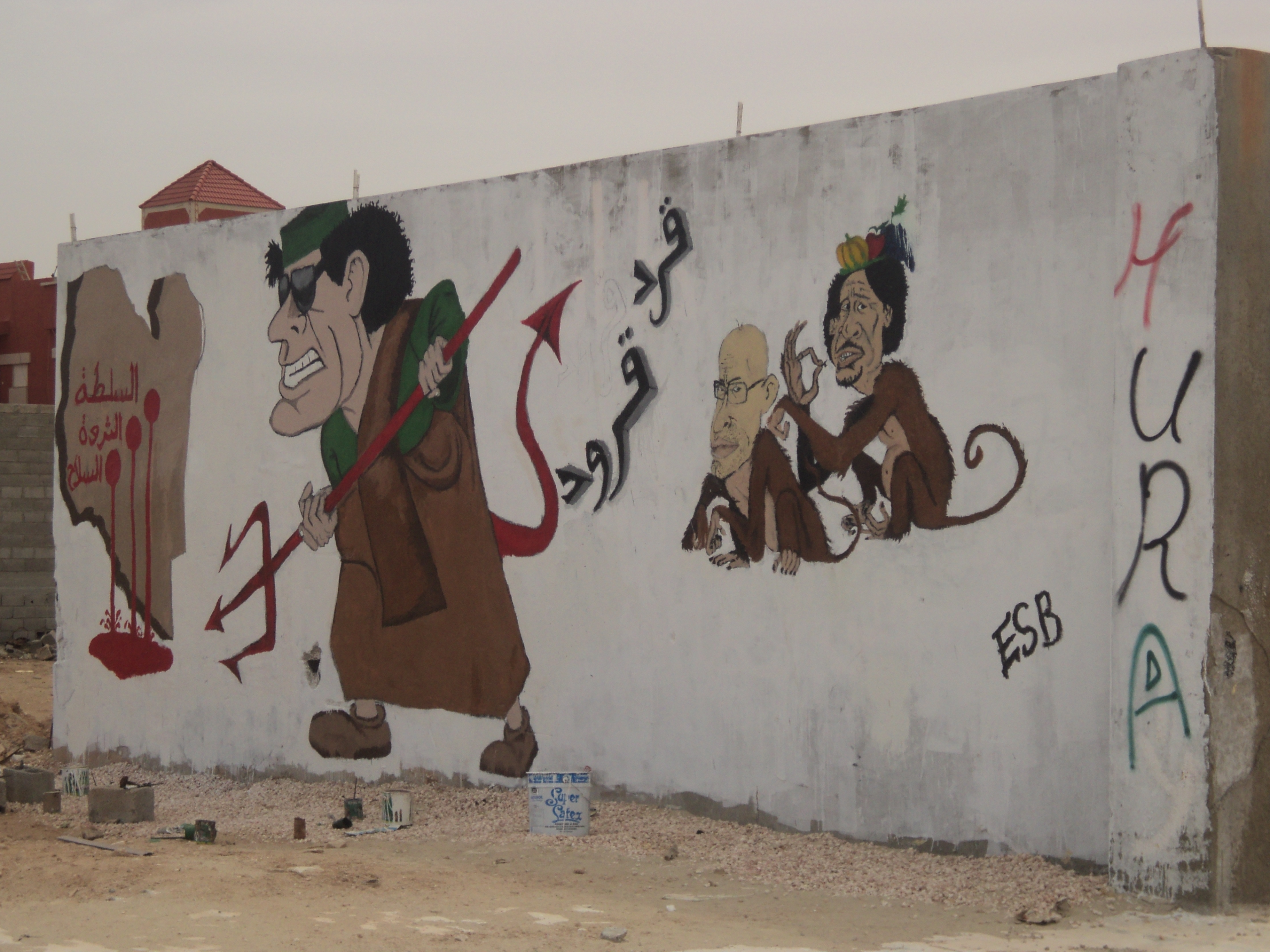
Caricature de Mouammar Kadhafi à Benghazi, fief de la contestation, en juin 2011.

En février 2011, Mouammar Kadhafi est le chef d'État ou de gouvernement le plus ancien du monde arabe. La Libye est à son tour touchée par le Printemps arabe, et Kadhafi doit faire face à une révolte populaire, qui démarre en Cyrénaïque, région historiquement rétive à son autorité. Un sit-in, dispersé par la police le 15 février, est suivi le 17 février par un « jour de colère » dans plusieurs villes de l'Est du pays. Le pouvoir répond aux manifestations par des tirs à balles réelles et des frappes aériennes sur la population. Un véritable soulèvement éclate à Benghazi et la ville passe aux mains des rebelles.
Le 22 février, alors que l'Est de la Libye semble échapper à son contrôle, Mouammar Kadhafi intervient sur Aljamahiriya TV, parlant depuis l'aile de Bab al-Azizia endommagée par le raid américain de 1986 et laissée en l'état. Sur un ton véhément, parfois colérique, il promet de réprimer la contestation, qu'il attribue à des « mercenaires », des « rats », des « bandes criminelles » et des « drogués » manipulés par Al-Qaïda et les Américains, et se dit prêt à mourir en « martyr » ; il promet de « nettoyer la Libye maison par maison », appelle ses « millions » de partisans à le soutenir et déclare : « Mouammar est le chef de la révolution jusqu'à la fin des temps ». Entre-temps, les rebelles continuent de gagner du terrain ; Kadhafi est lâché par une partie des forces armées libyennes, par plusieurs membres de son gouvernement et par des diplomates en poste à l'étranger, qui demandent sa condamnation par la Cour pénale internationale en raison de la répression sanglante. Son pouvoir s'effrite de jour en jour, au point de ne plus guère s'étendre, le 26 février, que sur Tripoli, la capitale libyenne, Syrte, sa ville natale, et Sebha, capitale du Fezzan, fief de la tribu Kadhafa dont il est issu. Alors que la capitale libyenne elle-même est touchée par la contestation, Mouammar Kadhafi déclare, lors d'une interview accordée à la chaîne américaine ABC le 28 février 2011 : « Mon peuple m'adore. Il mourrait pour me protéger ».
Le 3 mars 2011, la Cour pénale internationale annonce l'ouverture d'une enquête visant Mouammar Kadhafi et son entourage : « Il s'agit de Mouammar Kadhafi, de son cercle rapproché y compris ses fils, qui avaient un pouvoir de facto […] Mais nous avons également identifié des individus qui jouissent d'une autorité formelle ». Interpol, le même jour, diffuse une alerte orange à l'encontre de Mouammar Kadhafi et quinze membres de son entourage. Mansour Daou, ancien chef des services de sécurité intérieure de la Jamahiriya, assure en novembre 2011, après la fin du conflit, que Mouammar Kadhafi avait failli accepter d'abandonner le pouvoir en mars, avant d'en être dissuadé par son fils Saïf al-Islam, qui souhaitait « hériter du pouvoir » ; ce dernier aurait alors fait figure de « tête politique » du régime durant la guerre civile.
Au mois de mars, les troupes fidèles à Kadhafi, unités spéciales nettement mieux armées et équipées que les rebelles, réalisent une contre-offensive, et reprennent une grande partie des territoires conquis par l'insurrection,. Le 17 mars 2011, le Conseil de sécurité de l'ONU vote la résolution 1973 autorisant le recours à la force contre les troupes gouvernementales libyennes pour protéger les populations. Kadhafi annonce alors un cessez-le-feu, mais celui-ci n'est pas respecté. Le 19 mars, les opérations militaires devant créer une zone d'exclusion aérienne au-dessus du territoire libyen débutent, et amènent à une internationalisation du conflit. L'intervention internationale empêche les forces de Kadhafi de reprendre Benghazi et se poursuit durant les mois suivants par des raids aériens de l'OTAN en soutien aux rebelles.
Le 16 mai 2011, le procureur de la Cour pénale internationale (CPI) demande un mandat d'arrêt contre Mouammar Kadhafi, son fils et « Premier ministre de facto » Saïf al-Islam Kadhafi et son chef des services secrets Abdallah Senoussi, pour crime contre l'humanité. Ce mandat est accepté par les juges, et lancé le 27 juin 2011,.
Alors que se poursuivent les combats contre les rebelles, Mouammar Kadhafi assure, à plusieurs reprises, qu'il ne quittera jamais son pays. Des pourparlers secrets entre les rebelles et les représentants du régime auraient eu lieu, notamment à Djerba (en Tunisie) en août 2011. Le 14 août 2011, les rebelles réalisent une grande avancée dans l'Ouest. Alors que Mouammar Kadhafi exhorte ses partisans à « marcher par millions » pour « libérer les villes détruites », les rebelles encerclent la capitale, Tripoli, dans laquelle ils pénètrent le 21 août. Introuvable, Kadhafi déclare dans un message sonore avoir effectué un retrait « tactique » de sa résidence de Bab al-Azizia, et appelle ses partisans à poursuivre le combat. Le Conseil national de transition (CNT), présidé par Moustafa Abdel Jalil, prend de facto les rênes du pouvoir en Libye et est reconnu par la communauté internationale comme le gouvernement légitime de la Libye, tandis que des combats contre les partisans de Kadhafi se poursuivent dans les régions de Syrte et Bani Walid.
Le 24 août 2011, le CNT annonce que des hommes d'affaires offrent deux millions de dinars libyens (soit 1,2 million d'euros) à qui ramènera le colonel Kadhafi mort ou vif. La prime est assortie d'une amnistie et d'un pardon général, quels que soient les crimes commis, si le colonel Kadhafi est arrêté ou tué par l'un de ses proches. Le 9 septembre, à la demande de la CPI, Interpol émet un mandat d'arrêt contre Mouammar Kadhafi, Saïf al-Islam Kadhafi, et Abdallah Senoussi.
Le 20 octobre 2011, alors que Mouammar Kadhafi quitte Syrte, dernier bastion tenu par ses partisans, son convoi est obligé de changer de route par un tir des avions de l'OTAN, puis se retrouve piégé dans une embuscade orchestrée par la rébellion. Il est capturé vivant,, mais sa mort est finalement annoncée par un haut responsable militaire du CNT un peu plus tard dans la journée. Des images de la capture de Kadhafi montrent ce dernier, visiblement hagard et le visage ensanglanté, en train d'être malmené et frappé par les combattants rebelles ; l'un d'eux semble essayer de le sodomiser avec un bâton ou une baïonnette tout en le faisant avancer,,,,. Mahmoud Jibril, numéro deux du CNT, explique que Mouammar Kadhafi a été mortellement blessé lors d'échanges de tirs, mais dit ignorer qui a tiré le coup mortel.
Les corps de Mouammar Kadhafi et de son fils Moatassem, tué lui aussi le 20 octobre à Syrte, sont exposés le 21 octobre à Misrata.
Dans son ensemble, la communauté internationale salue la mort de Kadhafi. Mais le déroulement exact des circonstances de son décès, qui restent confuses, donne lieu à une polémique, ce qui conduit le président du CNT, Moustafa Abdel Jalil, à annoncer le 24 octobre l'ouverture d'une enquête sur sa mort. Human Rights Watch publie en octobre 2012 un rapport estimant que Kadhafi a été exécuté après sa capture, et non tué dans un échange de tirs ; l'ONG accorde foi aussi à la version selon laquelle l'ancien dirigeant aurait eu l'anus poignardé avec une baïonnette après sa capture.
Le 25 octobre 2011, à l'aube, Mouammar Kadhafi et son fils Moatassem sont inhumés dans le désert libyen, dans un lieu tenu secret.
En septembre 2012, Mahmoud Jibril donne une autre version de la mort de Kadhafi en affirmant que c'est un agent étranger, probablement français, qui l'aurait tué : cette version est reprise par Rami El Obeidi (ex-responsable des relations avec les agences de renseignements étrangères du CNT) et certains diplomates européens en Libye. Des rumeurs en provenance de Libye affirment que l'opération aurait été menée pour éviter tout interrogatoire de Kadhafi au sujet de ses liens avec Nicolas Sarkozy, voire que Bachar el-Assad aurait prêté main-forte aux Français pour localiser Kadhafi. Gérard Longuet, ministre de la Défense français à l'époque des faits, dément catégoriquement que Kadhafi ait pu être tué par un agent français, et souligne que « La Libye est un pays où courent toutes sortes de rumeurs et de supputations sans fondement »,. L'analyste français Éric Denécé considère cette thèse comme absurde et met en doute la crédibilité de Jibril et El Obeidi, dont il juge que l'un et l'autre tentent d'attirer l'attention pour revenir dans le jeu politique.
En novembre 2019, le journaliste Alfred de Montesquiou réalise un reportage dans lequel il indique que c'est Sana al-Sadek, un rebelle de 19 ans présent dans l'ambulance, qui l'a exécuté de deux balles tirées à bout portant. Sana al-Sadek publie ensuite une vidéo dans laquelle il déclare : « c’est moi, j’ai tué Kadhafi ! ». Pour preuve de son acte, il exhibe une énorme bague en or qu'il présente comme étant le sceau de commandement de Kadhafi.

## Famille
Kadhafi a eu neuf enfants (dont une fille adoptive) issus de deux mariages :
- Avec Fatiha al-Nuri (divorcé en 1970) :
  - Mohamed Kadhafi (né en 1970) : fils unique du premier mariage, président de l'organisme libyen des télécommunications et du Comité olympique national libyen[191]. Il est réfugié en Algérie depuis le 29 août 2011[192].
- Avec Safia Farkash (1970, actuellement réfugiée en Algérie depuis le 29 août 2011[192]), dont la sœur épouse Abdallah Senoussi :
  - Saïf al-Islam Kadhafi (Saïf al-Islam signifie « sabre de l'Islam ») : né le 25 juin 1972, architecte-urbaniste de profession, il est le plus impliqué sur le plan politique. Il est surtout connu pour son rôle dans l'indemnisation des familles des victimes de l'attentat de Lockerbie et du DC-10 d'UTA abattu par des Libyens en 1989. Il dirige la Fondation internationale Kadhafi pour la charité et le développement (FKD)[193]. Le 20 octobre, peu après la mort de son père, un ministre du CNT annonce que Saïf al-Islam Kadhafi, blessé et capturé, est détenu dans un hôpital[194] mais le lendemain, le fils de l'ancien dirigeant est donné en fuite vers le Niger[195]. Il est finalement arrêté par le gouvernement libyen le 19 novembre 2011[196].
  - Saadi Kadhafi, né le 25 mai 1973 : ancien footballeur professionnel (attaquant du club de Pérouse, Italie, condamné en 2003 pour dopage[197]). Actionnaire de la Juventus, il a réussi en 2002 à faire jouer la Supercoupe d'Italie à Tripoli (capitale de la Libye)[191]. Il a fait carrière dans l'armée et a ensuite dirigé une unité d'élite. Il part, en septembre 2011, se réfugier au Niger, qui lui a accordé l'asile[198]. Le 6 mars 2014, il est extradé par le Niger vers la Libye et incarcéré à Tripoli[199].
  - Moatassem Billah Kadhafi (1974-2011) : colonel de l'armée, il préside en 2007 le conseil de sécurité nationale dont il est écarté ensuite. Il y retourne en tant que conseiller en 2010. Le 20 octobre 2011, son cadavre est retrouvé à Syrte, mais les circonstances de sa mort restent floues. Certains affirment qu'il aurait été capturé vivant, puis abattu. La famille a demandé une enquête[200].
  - Hannibal Kadhafi, né en 1975 : médecin et militaire de formation, il fait régulièrement parler de lui pour ses faits de violence[191]. Réfugié en Algérie puis au sultanat d'Oman[201].
  - Aïcha Kadhafi : fille du colonel, née en 1976, elle est avocate et préside la fondation caritative Waatassimou[191]. Elle est réfugiée en Algérie depuis le 29 août 2011[192].
  - Saïf al-Arab Kadhafi (Saïf al-Arab signifie « sabre des Arabes »).
  - Khamis Kadhafi (1983-2011) : son plus jeune fils, militaire, commande une unité des forces spéciales[202]. Il ne joue pas de rôle de premier plan. Il est tué durant les combats dans les environs de Tripoli le soir du 30 avril 2011 avec plusieurs proches et membres de sa famille, après un raid de l'OTAN, information toutefois démentie par Silvio Berlusconi[203],[204],[205],[206],[207] ou plus probablement fin août 2011[208].
  - Hana Kadhafi (née le 11 novembre 1985) : présentée comme fille adoptive du colonel Kadhafi, prétendument tuée à l'âge de deux ans lors du raid américain de 1986. Aucun journaliste n'avait jamais entendu parler de celle-ci avant ce bombardement[209],[210]. Cependant, au mois d'août 2011, le quotidien allemand Die Welt révèle dans un article que Hana Kadhafi serait en fait toujours vivante. Âgée désormais de vingt-six ans, la jeune fille aurait passé quelques années à Londres, puis aurait étudié à la faculté de médecine de Tripoli. Devenue médecin, elle aurait ensuite occupé un poste au ministère de la Santé dans la capitale libyenne[211],[212],[213],[214]. Le 28 août 2011, lors de l'émission Mise au point, diffusée sur la télévision suisse romande, l'hypothèse — selon laquelle Hana Kadhafi serait encore en vie — est implicitement évoquée par Faiza Mazeg[215], qui parle d'un « secret de Polichinelle »[119]. Des informations présentent Hana Kadhafi comme étant en réalité la fille biologique de Mouammar Kadhafi, née d'une liaison avec sa collaboratrice Huda Ben Amer[216]. Médecin à l'hôpital central de Tripoli, elle aurait pris la fuite lors de l'entrée des rebelles dans la capitale[217].
  - Milad Abouztaïa ou Miled Abdessalem : fils adoptif. Sa personnalité est peu connue. Il aurait sauvé la vie de Kadhafi lors du bombardement de 1986[218]. Réfugié illégalement en Tunisie, il y est arrêté en décembre 2011[219].

Les membres de la famille Kadhafi qui s'étaient réfugiés en Algérie ont été ensuite accueillis par le sultanat d'Oman. En mai 2016, la veuve de Kadhafi et certains petits-enfants de ce dernier sont autorisés à rentrer en Libye, dans le cadre d'une démarche de « réconciliation nationale ».

## Transcription du nom de Kadhafi
Le nom arabe de Mouammar Kadhafi est معمر القذافي. Comme il n'existe pas de romanisation complète et officielle pour l'arabe, on rencontre 112 façons différentes de l'écrire en alphabet latin.
Bien que l'orthographe d'un mot en arabe ne varie pas, sa prononciation peut changer suivant les différents dialectes arabes, suggérant des romanisations différentes. En arabe littéral, le nom مُعَمَّر القَذَّافِي peut se prononcer /muˈʕammaru lqaðˈðaːfiː/. Les consonnes géminées peuvent être simplifiées. En arabe libyen, /q/ (ق) est remplacé par [g], et /ð/ (ذ) est remplacé par [d]. La voyelle [u] alterne souvent avec [o] dans la prononciation d'autres régions. Ainsi, /muˈʕammar alqaðˈðaːfiː/ est généralement prononcé en arabe libyen [muˈʕæmmɑrˤ əlɡædˈdæːfi]. L'article défini al- (ال) est souvent omis.
Le schéma ci-dessous représente les différentes formes possibles pour l'orthographe de son nom :
Toutes ces formes ne respectent pas les standards les plus fréquents et toutes ne sont d'ailleurs pas possibles, certaines étant plus fréquemment combinées avec d'autres, voire impossibles avec certaines (par exemple, la simplification de la gémination /mm/ implique généralement la simplification de /aː/). Ce schéma n'est pas exhaustif puisqu'on rencontre parfois en Algérie la forme Maâmar Gueddafi.

## Fortune personnelle
Mouammar Kadhafi était un des hommes les plus riches au monde. Sa fortune, provenant de l'extraction du pétrole et du gaz, était estimée à 144 milliards d'euros, soit 200 milliards de dollars, qu'il aurait sortis de Libye durant les trente années précédant sa chute. D'après le blog financier Celebrity Networth, il serait le huitième homme le plus riche de tous les temps.
L'administration américaine a découvert que le régime libyen possédait près de 27 milliards d'euros sur des comptes et des investissements aux États-Unis ; ils ont depuis été gelés. En Europe, près de 22 milliards d'euros ont été saisis par les gouvernements français, italien, britannique et allemand.
Kadhafi investissait dans des entreprises comme Total, Alstom, Fiat, dans les secteurs des médias (Financial Times) ou du sport (1,5 % de la Juventus). En France, il possédait, par exemple, le bâtiment parisien qui abrite la Fnac des Ternes dans le 17e arrondissement de Paris.
En mars 2012 en Italie, la Guardia di Finanza saisit les biens de la famille Kadhafi pour plus d'un milliard d'euros, dont 1,256 % de Unicredito (égale à une valeur de 611 millions d'euros), 2 % de Finmeccanica, 1,5 % de la Juventus, 0,58 % d'Eni pour une valeur de 410 millions et 0,33 % de certaines sociétés du groupe Fiat, comme Fiat S.p.A. et Fiat Industrial. Outre les actions, la Guardia di Finanza a apposé les sceaux sur 150 hectares de terres dans l'île Pantelleria, deux motos (une Harley Davidson et une Yamaha) et un appartement à Rome. Plusieurs comptes courants ont également été saisis : le dépôt le plus important est celui de 650 000 € en titre à la succursale de Rome de Ubae Bank.
Plusieurs enquêtes menées par des responsables américains, européens et libyens ont révélé que Kadhafi investissait massivement dans de nombreux pays du Moyen-Orient et de l'Asie du Sud-Est. La plupart de ces fonds étaient placés dans des institutions gouvernementales libyennes comme la Banque centrale de Libye, la Compagnie pétrolière libyenne, la Banque extérieure de Libye, ainsi que des compagnies d'investissements telle que la Libya African Investment Portfolio. En juin 2013, le Sunday Times rapporte que Kadhafi aurait caché un milliard $ en liquide, or et diamants dans quatre banques et deux sociétés de sécurité en Afrique du Sud.
Kadhafi possédait un Airbus A340, qu'il avait acheté au prince saoudien Al-Walid ben Talal Al Saoud pour 120 millions $ en 2003. L'avion était décoré avec les couleurs de la compagnie basée à Tripoli, Afriqiyah Airways. Il est utilisé en 2009 pour rapatrier le terroriste Ali al-Megrahi de sa prison d'Écosse. L'avion est capturé en août 2011 lors de la guerre civile libyenne. Le journaliste de la BBC, John Simpson rapporte que l'avion est équipé de manière luxueuse, avec notamment un jacuzzi. En 2021, l'avion est toujours cloué au sol sur le territoire français, à l'aéroport de Perpignan, où il est stocké en l'attente d'une solution de reprise.

## Décorations étrangères
- Grand-croix de l'ordre de Bonne Espérance (Afrique du Sud) ;
- Grand-croix de l'ordre national du Bénin[229] ;
- Première classe de l'ordre de l'Étoile Planina de Bulgarie ;
- Grand-croix de l'ordre de la reconnaissance centrafricaine ;
- Première classe de l'ordre du Drapeau national (Corée du Nord) ;
- Médaille de l'ordre de José Martí (Cuba) ;
- Grand-croix de l'ordre de la République de Gambie ;
- Grand-croix de l'ordre national du Mali ;
- Compagnon de l'ordre national du Mérite (Malte) ;
- Première classe de l'Hommage de la République (Malte) ;
- Grand-cordon de l'ordre du Mérite national (Mauritanie)
- Chevalier grand-croix de l'ordre national du Niger ;
- Grand-croix de l'ordre de la République fédérale du Nigeria ;
- Grand-croix de l'ordre de Kagera (Ouganda) ;
- Grand collier de l'État de Palestine (Palestine) ;
- Grand-croix de l'ordre du Mérite de la république de Pologne ;
- Grand-croix de l'ordre de l'Étoile de Roumanie ;
- Médaille de l'ordre de l'Amitié (Russie) ;
- Grand-cordon de l'ordre des Omeyyades (Syrie) ;
- Grand-croix de l'ordre national du Tchad ;
- Collier de l'ordre du Lion blanc (République tchèque) ;
- Collier de l'ordre du 7-Novembre (Tunisie) ;
- Première classe de l'ordre du Prince Iaroslav le Sage (Ukraine) ;
- Médaille de l'ordre de Bogdan Khmelnitski (URSS) ;
- Grand-cordon de l'ordre du Libérateur (Venezuela) ;
- Médaille de l'ordre Vietnamien de l'amitié (en) (Vietnam) ;
- Grande Étoile de l'ordre de l'Étoile de Yougoslavie (République fédérale de Yougoslavie)[230],[231] ;
- Grand-cordon de l'ordre national du Léopard (Zaïre).